# マリリン・モンロー
マリリン・モンロー（Marilyn Monroe、1926年6月1日 - 1962年8月5日）は、アメリカ合衆国の女優、モデル、歌手である。様々な映画で典型的な「金髪美女」（ブロンド・ボムシェル Blonde bombshell）の役を演じた。1950年代から1960年代初頭にかけて最も人気のあるセックスシンボルの一人であり、同時代の性の革命の象徴でもあった。
1962年に不慮の死を遂げるまで活動期間はわずか10年ほどにすぎなかったが、彼女の出演した映画は総計2億ドル（2021年の貨幣価値に換算して20億ドルに相当）の興行収入を上げた。
死後も重要な大衆文化のアイコンとなり、数多くのアート作品や映画の題材となっている。 1999年、アメリカン・フィルム・インスティチュート（AFI）の「アメリカ映画100年 映画スターベスト100」で女優部門の第6位。

## 概要
カリフォルニア州ロサンゼルスで生まれ育ったモンローは、幼少期のほとんどを里親家庭や孤児院で過ごした。彼女は16歳で最初の結婚をした。第二次世界大戦中に軍需工場で働いていたときに、アメリカ陸軍第1映画部隊のカメラマンと出会い、ピンナップモデルとしてキャリアをスタートした。
その後、20世紀FOXとコロンビア ピクチャーズとの短期間の映画契約を結ぶ。マイナー映画への出演後、1951年からのFOXとの新たな契約の下での2年間で『素晴らしき哉、定年!』『モンキー・ビジネス』を含むいくつかの喜劇作品、そして『熱い夜の疼き』『ノックは無用』といったドラマ作品に出演して注目され、人気を博した。この頃、無名時代にヌード写真を撮っていたことが明らかになるというスキャンダルに見舞われたが、ダメージを受けることはなく、逆に彼女の映画への関心が高まることとなった。
1953年に主演した『ナイアガラ』『紳士は金髪がお好き』『百万長者と結婚する方法』で「賢くはないが溢れるばかりの性的魅力をもつ女性」、いわゆる「ダム・ブロンド（"Dumb blonde"）」のヒロインを演じて大成功を収め、自身のイメージを確立するとともにハリウッドを代表するスター女優のひとりとなる。同年、彼女のヌード写真が雑誌『プレイボーイ』創刊号のセンターフォールドに起用された。
しかしモンローは、映画会社が同じような役柄ばかり彼女に振り当てることや、出演料の低さに不満を持ち、1954年初めに映画出演を拒否して活動停止処分を受けた。翌年『七年目の浮気』の主演で復帰すると、同作は彼女の出演作品の中で最大の興行収入を上げた。
1954年後半には映画制作会社「マリリン・モンロー・プロダクション（MMP）」を設立。1955年からはアクターズ・スタジオでリー・ストラスバーグの下で演技術（メソッド演技法）を学び直している。 同年後半、FOXはモンローの技量を認め、出演料の値上げと映画製作に彼女の意見を反映させることに応じた。その後は1956年の『バス停留所（Bus Stop）』での演技を絶賛され、1957年の『王子と踊子』では初めてプロデューサーも務めた。1959年『お熱いのがお好き』でゴールデングローブ賞のミュージカル・コメディ映画部門主演女優賞を受賞した。
その華やかな私生活はメディアで大きな注目を集めた。野球の元スター選手ジョー・ディマジオ、劇作家のアーサー・ミラーと結婚しているが、いずれも離婚している。一方で、彼女は薬物乱用、うつ病、不安障害に悩まされていた。
1962年8月4日、ロサンゼルスの自宅でバルビタールの過剰服用により36歳で死去（謀殺説については「#死をめぐる諸説」節を参照）。1961年の映画『荒馬と女』が遺作となった。

## 経歴

### 生い立ち

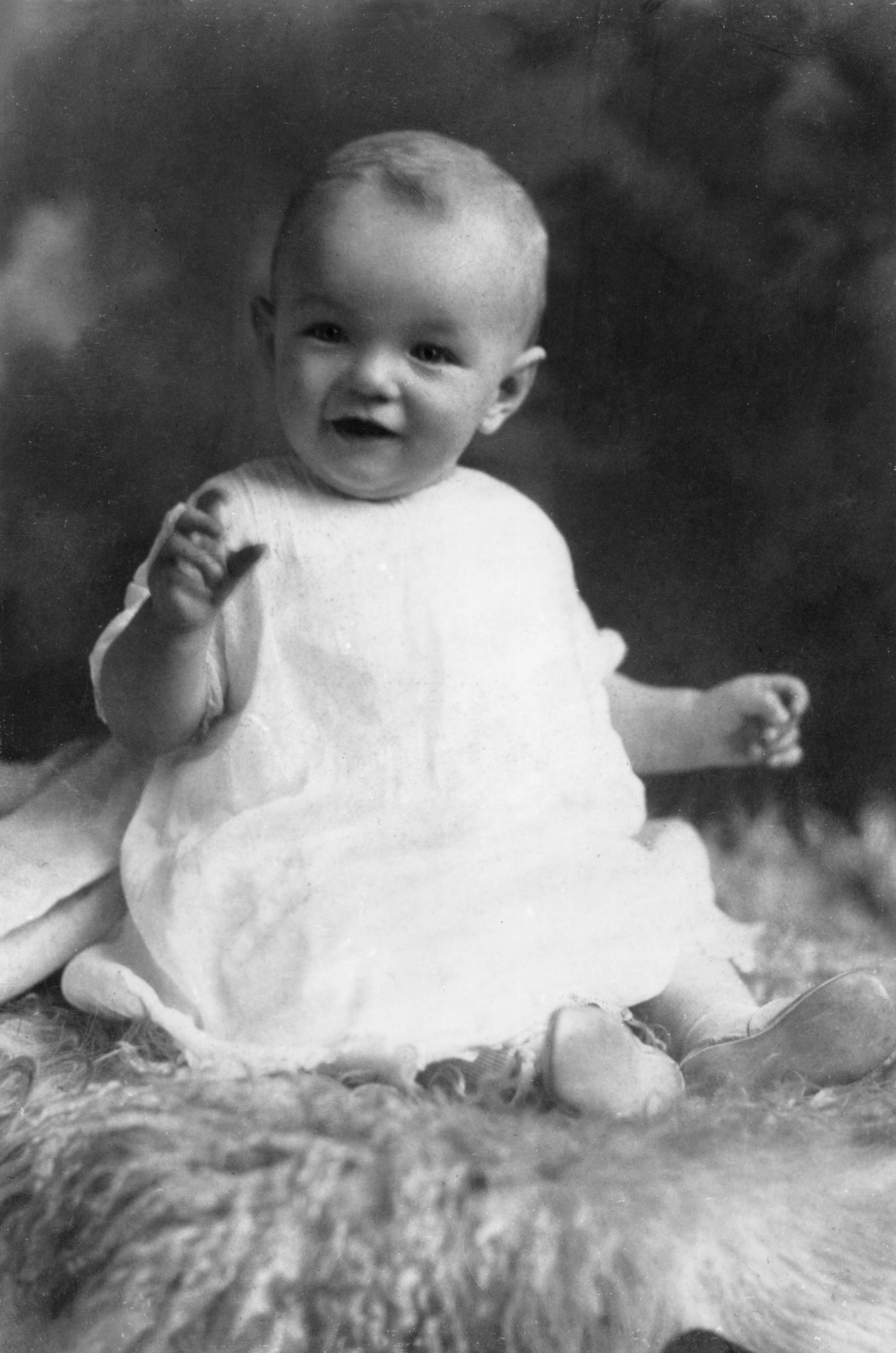
幼少期のモンロー（1927年ごろ）

モンローは、1926年6月1日、ロサンゼルスのロサンゼルス郡病院でノーマ・ジーン・モーテンソン (Norma Jeane Mortenson) として生まれた。母親はグラディス・パール・ベイカー（旧姓モンロー）。父親は当時の夫マーティン・エドワード・モーテンセンとされていたが、実の父親については議論があり、2022年に行われたDNA鑑定の結果、母親の勤め先の同僚チャールズ・スタンレー・ギフォードが実父と判明した。
母グラディスには離婚歴があり、先夫との間に兄ロバート（1918 - 1933年）と姉バーニース（1919 - 2014年）がいた。モンローは、12歳になるまで兄姉の存在を知らされず、初めて姉と対面したのは成年後（17か18歳）だった。
両親は1928年に離婚した。グラディスは精神的にも経済的にも不安定だったが、モンローは幸せな幼少期を過ごした。グラディスはノーマをホーソーンのボレンダー家に預け、仕事のためにロサンゼルスに戻るまでの半年間は一緒に暮らし、その後は毎週末に娘を訪ねてきた。 1933年夏、グラディスはローンでハリウッドに小さな家を購入し、7歳のノーマと一緒に暮らし始めた。親子の住む家には俳優のアトキンソン夫妻と娘のネリーが間借していた。
1934年1月、グラディスは精神を病み、妄想型統合失調症と診断された。療養所で数ヶ月を過ごした後、彼女はメトロポリタン州立病院に入院した。以後、彼女は残りの人生を入退院を繰り返しながら過ごし、ノーマとは滅多に会わなかった。ノーマは州の保護下に入り、母親の友人グレース・ゴダードがノーマ母娘の身辺を管理することになった。
その後の4年間、ノーマの生活状況は目まぐるしく変化した。最初の16ヶ月、彼女はアトキンソン一家との同居を続けたが、この間に性的虐待を受けた可能性がある。 元々内気な性格だったが、吃音も発症し引きこもりがちになった。1935年の夏、ノーマはグレースと彼女の夫アーウィン・"ドク"・ゴダードの家に引き取られ、彼らと他に2つの家族と一時的に同居した。同年9月、グレースはノーマをロサンゼルスの孤児院に預けた。この孤児院は「模範的な施設」で、周りの人間からも好意的に受け入れられたが、ノーマは自分が見捨てられたと感じていた。
ノーマは家族と一緒に暮らす方が幸せだと考えた孤児院のスタッフに勧められ、グレースは1936年にノーマの法定後見人になったが、1937年の夏までノーマを孤児院から引き取らなかった。2度目のゴダード家での生活はドクが彼女を虐待したためほんの数ヶ月で終わった。その後、ノーマはロサンゼルスとコンプトンで母方の親戚やグレースの友人・親戚の家を短期間でたらい回しにされながら過ごした。
モンローが最初に俳優になりたいと思ったのは、この頃だったという。モンローは当時を「周りの世界が何となく不気味で好きではなかった。『これは、"いい子" を演じるお芝居なんだ』と思った時、私は演技することを初めて意識した。（中略）里親の中には私を邪魔にして映画館に行かせる人もいて、私は一日中、夜遅くまで映画館にいた。でも幼い私は大きなスクリーンの前で一人で座っているのが楽しかった」と回想している。

### 最初の結婚

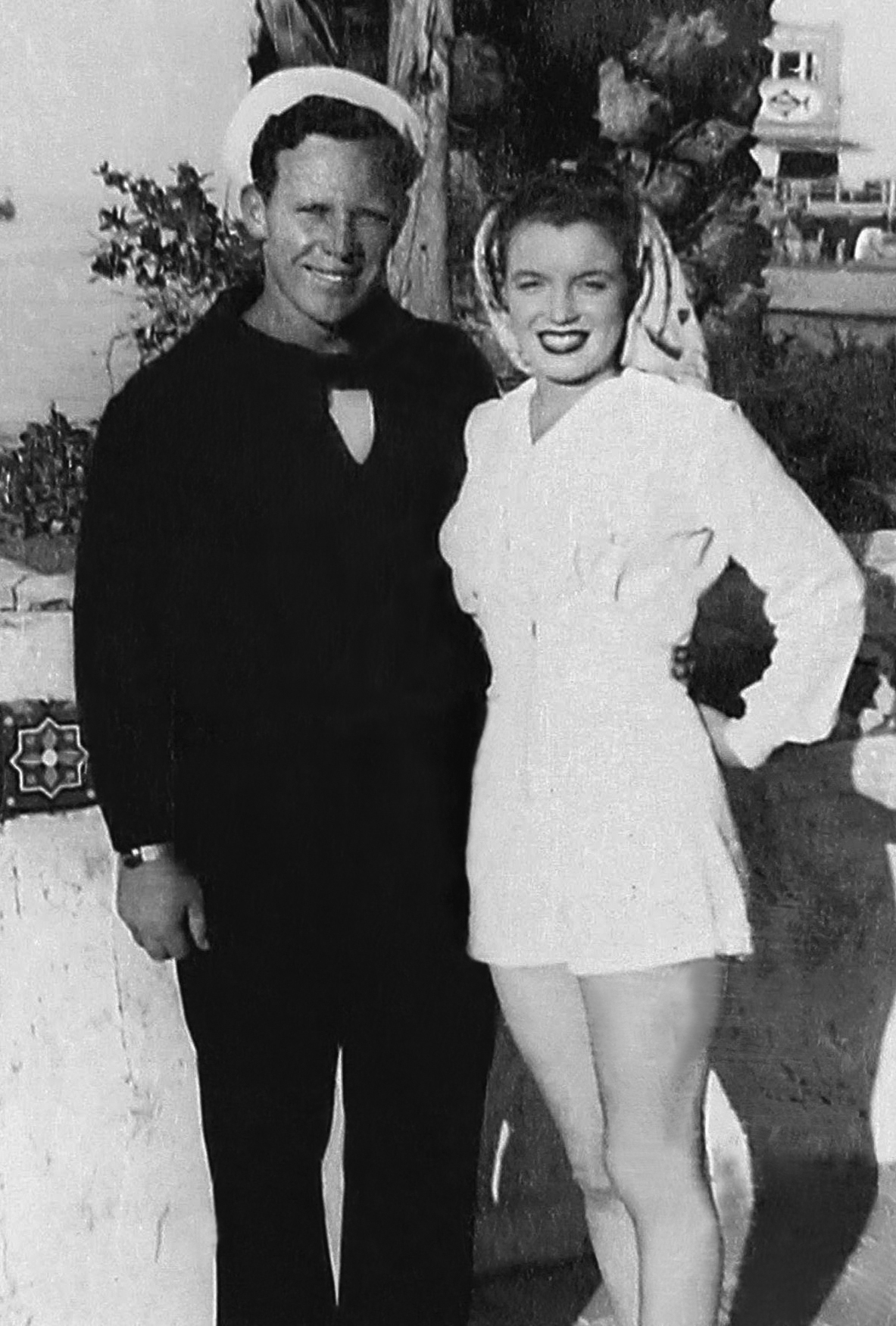
最初の夫ドハティと（1943年 - 1944年ごろ）

ノーマは、1938年9月にロサンゼルス西部のソウテル地区でグレースの叔母アナ・ローワーと一緒に暮らし始め、漸く安住の地を得た。 彼女はエマーソン中等学校に入学し、ローワー夫人と共に毎週クリスチャン・サイエンス教団の奉仕活動に参加した。ノーマは成績面では平凡な学生だったが、文章が得意で、学校新聞に記事を寄稿していた。 年配のローワー夫人の健康上の問題により、ノーマは1941年初めごろサンフェルナンド・バレーのヴァンナイズ地区に住んでいたゴダード家に戻った。
同年、ノーマはヴァンナイズ高等学校に通い始めた。1942年、ドク・ゴダードは勤務先からウェストバージニア州への転勤を命じられた。カリフォルニア州児童保護法の規定により、ゴダード夫妻にはノーマを州外に連れ出す権利がないため、彼女は孤児院に戻らなければならなくなった。その解決策として、ノーマは16歳の誕生日を迎えた直後の1942年6月19日、ゴダード家の隣人で21歳の工場労働者ジェームズ・ドハティと結婚した。
ノーマは高校を中退し、専業主婦になった。ノーマとドハティは初めから反りが合わず、彼女は後に当時を回想して「退屈で死にかけていた」と述べている。1943年、ドハティはアメリカ海軍に徴兵され輸送船団に配属されてサンタカタリナ島に駐留することになり、ノーマも一緒に転居した。

### ハリウッドへ

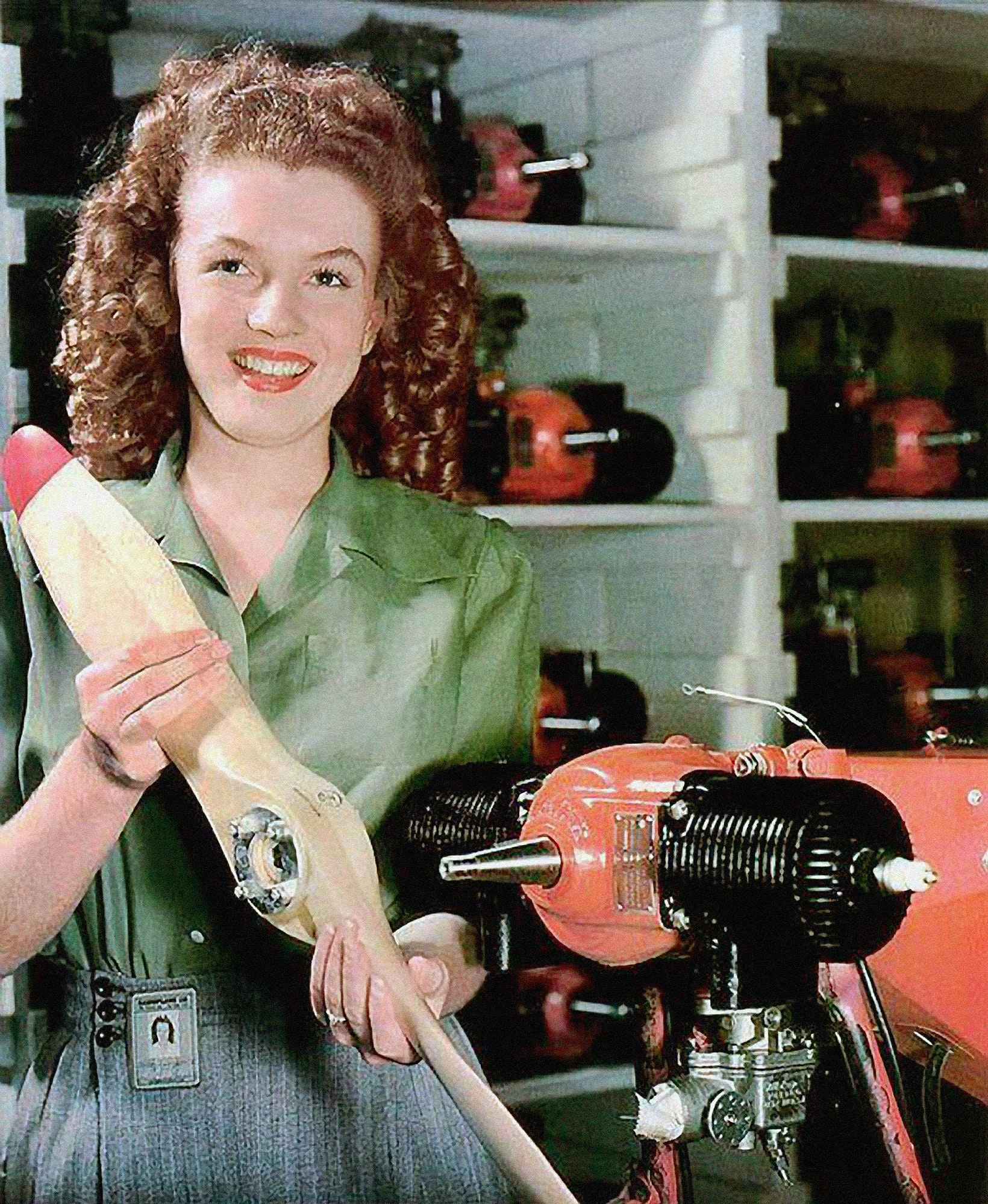
コノバーが撮影したノーマ（モンロー）の写真

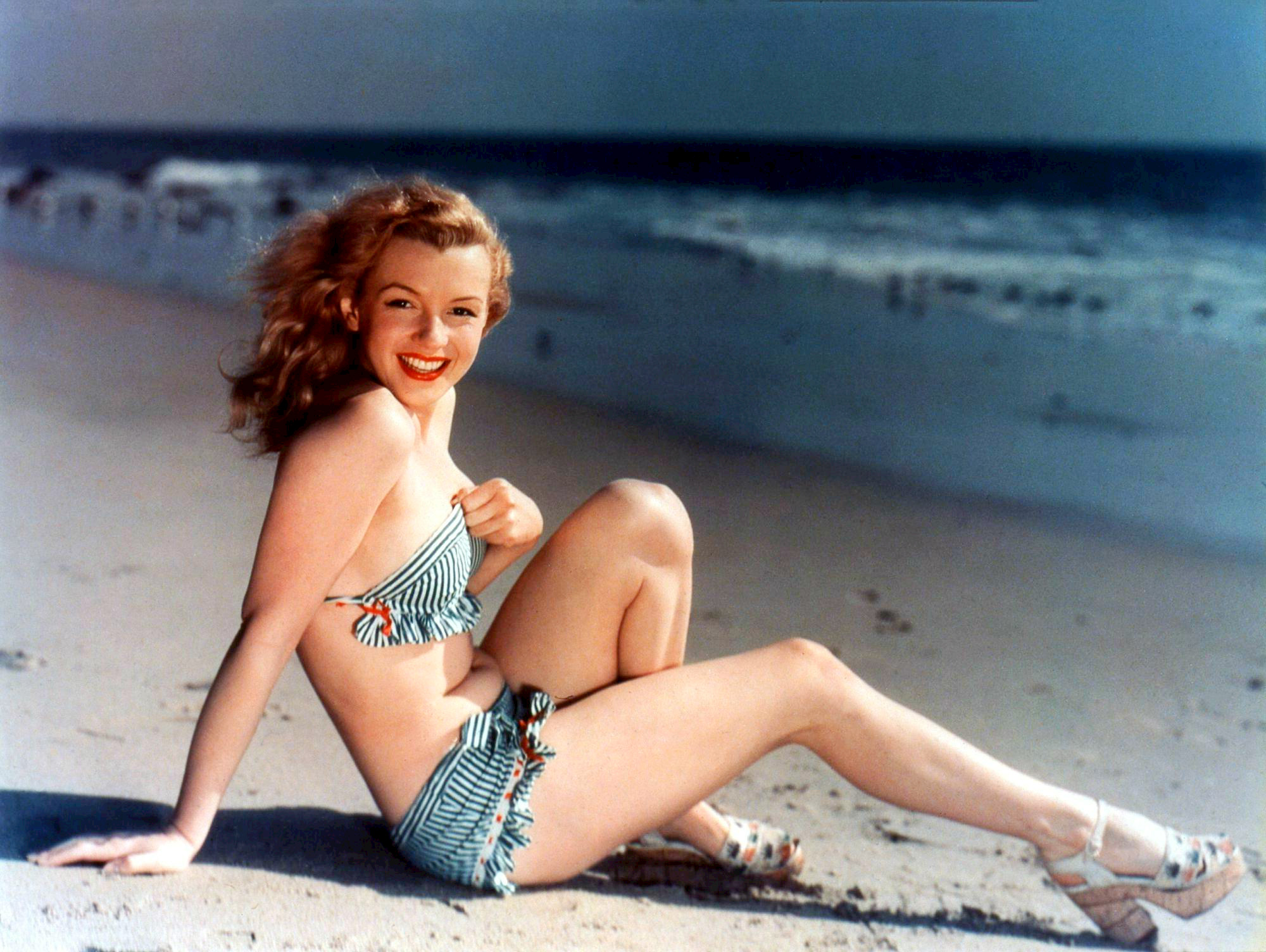
絵はがきのピンナップモデルを務めるモンロー（1940年代）

1944年4月、ドハティは太平洋戦争の前線に出征し、その後の2年間、殆ど家に帰らなかった。ノーマはヴァンナイズに戻って彼の家族と同居し、ラジオプレーン社の航空機部品製造工場で働き始めた。同年後半、ノーマは陸軍航空軍第1映画部隊からカメラマンとして女性労働者の士気高揚を目的に陸軍機関誌『ヤンク』へ掲載する写真撮影のため工場に派遣されてきたデイヴィッド・コノバーに写真を撮られた。
写真自体は掲載を見送られたが、ノーマは、前線にいる夫の反対を押し切って、1945年1月に工場を辞め、単身ハリウッドに転居し、8月にモデル事務所ブルー・ブック・エージェンシーと契約した。
事務所は、ノーマの容姿はファッションモデルよりもピンナップガール向きと見て、彼女の写真を主に男性向けの広告や雑誌に売り込んだ。ノーマも採用され易いよう、栗色で癖のある頭髪を金髪に染めて直毛に矯正した。ノーマはすぐに人気モデルになった。 1946年初頭までに、彼女は『ページェント』『USカメラ』『ラフ（Laff）』『ピーク』など33の雑誌の表紙を飾った。当時の彼女は、時折ジーン・ノーマン（Jean Norman）という芸名を使用していた。

### 女優になる
1946年6月、ブルー・ブックの経営者エメリン・スナイブリーの紹介でノーマは俳優事務所と契約した。パラマウント映画の採用面接に落ちた後、ノーマは20世紀FOXの幹部ベン・ライオンのスクリーン・テストを受けた。FOXの最高幹部ダリル・F・ザナックは彼女の採用に難色を示したが、ライバルのRKOと契約されることを避けるため、同年8月からの半年間の契約を結んだ。契約に際しノーマは「マリリン・モンロー」という芸名を名乗ることにした。「マリリン」は1920年代のブロードウェイのスター女優マリリン・ミラーから、「モンロー」は母親の旧姓からとった。9月、芸能活動に反対し続けていたドハティと離婚した。
モンローは最初の6か月間、FOXで演技、歌、ダンスを学び、映画制作の現場を見学した。 契約は1947年2月に更新され、初出演作となった1947年制作の『Dangerous Years (英語版) 』『嵐の園』に端役で出演した。FOXは、グループ・シアター劇団が主催する演劇学校にもモンローを通わせた。モンローは後に「ここで本物の演技というものに初めて触れて、夢中になった」と述べている。 しかし彼女の内気で不安定な性格から女優としての将来性はないと考えたFOXは1947年8月に彼女との契約を更新しなかった。モンローはモデルに戻る一方で、ミュージカル映画において主役を引き立てる「ペーサー」と呼ばれる裏方の仕事をしていた。

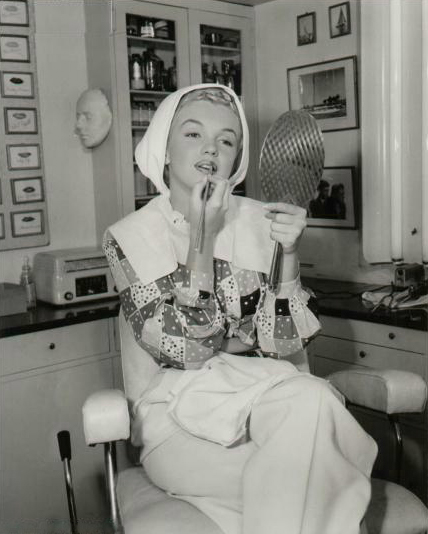
1948年、『Ladies of the Chorus』の楽屋でメイクを披露するモンロー

モンローは女優に戻ることを決意し、演劇学校で勉強を続けた。彼女はブリス・ヘイデン劇場の舞台劇で端役を演じたが、この公演は不入りのため数回で終了した。人脈を作るために、彼女はプロデューサーのオフィスを頻繁に訪れ、FOXがハリウッドで影響力のある男性を接待する場にも同席した。また、FOXの幹部ジョセフ・M・シェンクの愛人となり、シェンクは1948年3月に彼女がコロンビア映画と契約する際にコロンビアの最高経営責任者ハリー・コーンを説得してくれた。
コロンビアは、モンローに外見をリタ・ヘイワースに似せるよう指示し、彼女の髪色をプラチナブロンドに変えさせた。モンローはコロンビアの主席演技指導者ナターシャ・ライテスから指導を受け、彼女は1955年までライテスの指導を受けていた。モンローのコロンビアでの唯一の出演作は低予算のミュージカル作品『Ladies of the Chorus (英語版) 』で裕福な男に求愛されるコーラスガールを演じて初主演を果たした。彼女は『ボーン・イエスタデイ』 のスクリーンテストも受けていたが、1948年9月に契約は終了した。

### トップスターに
コロンビアとの契約が終了すると、モンローは再びモデルに戻った。彼女はモナ・モンロー（Mona Monroe）名義でビール会社の広告やカレンダー用ヌード写真（写真家トム・ケリー撮影の『ゴールデン・ドリーム』と呼ばれる作品で有名）のモデルを務めた。モンローは以前にも、他の写真家にトップレスやビキニ姿の写真を撮らせており、ヌードにも抵抗感がなかったといわれている。コロンビアを退所して間もなく大手代理人事務所WMAの副社長ジョニー・ハイドと出会い、愛人となった。

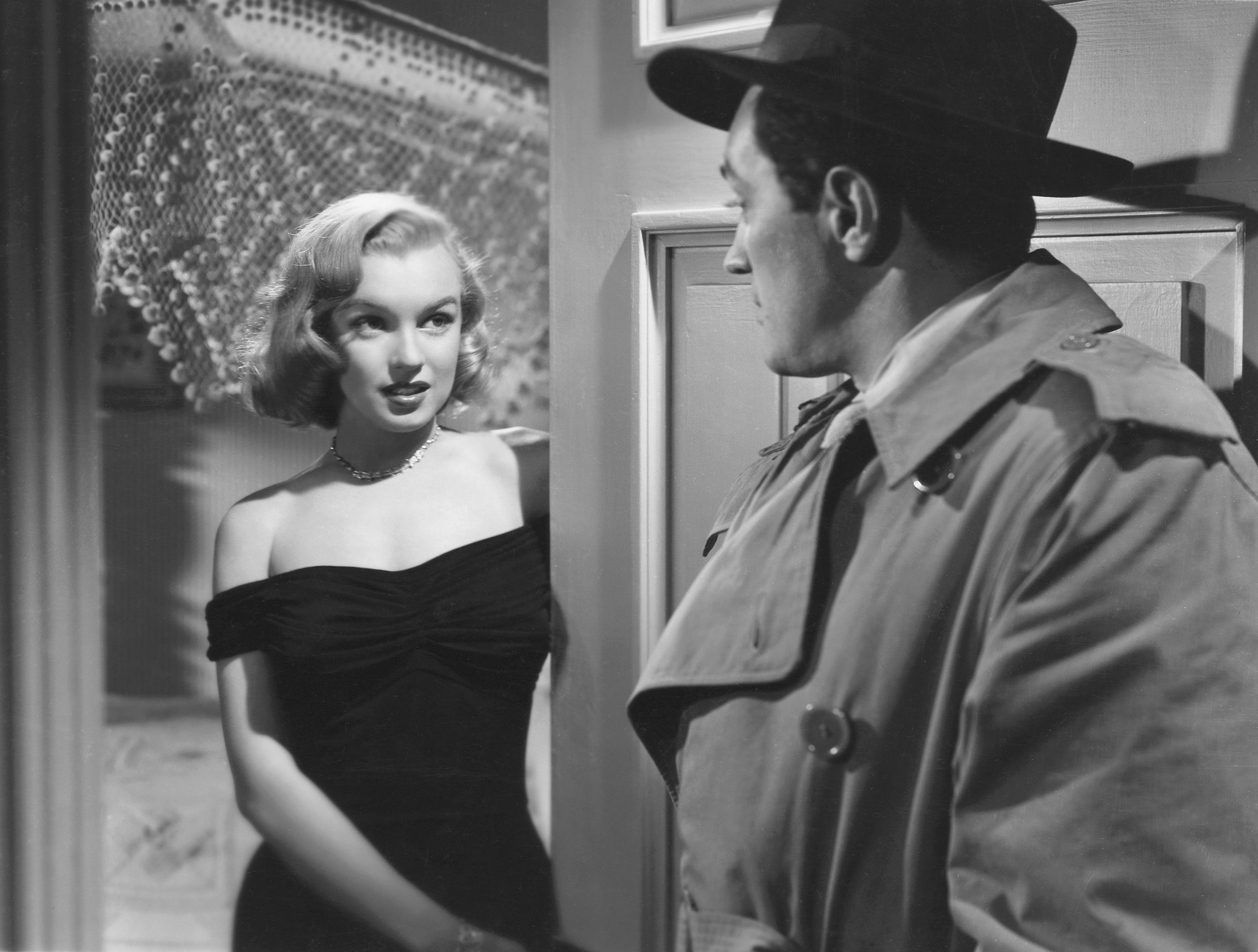
『アスファルト・ジャングル』（1950年）より。

1950年、ハイドの力でモンローはいくつかの映画で脇役を演じ、『イヴの総て』『アスファルト・ジャングル』の演技で注目される。特に後者での登場時間はほんの数分間であったにも拘らず、彼女は『フォトプレイ』誌の記事中で言及され、「モデルから女優への転身を果たした」。12月、ハイドは20世紀FOXからモンローとの7年間の出演契約を勝ち取った。契約成立の数日後、ハイドは心臓発作で死亡した。
1951年、モンローはFOX制作の3つのコメディ作品『素晴らしき哉、定年!』『恋愛アパート』『結婚しましょう』に脇役で出演した。これらの作中でのモンローは「セクシーな添え物」のような扱いだったが、批評家からは好評を博した。『ニューヨーク・タイムズ』紙のボズレー・クラウザーは『素晴らしき哉、定年!』での演技を「素晴らしい」と評し、『イラストレイテッド・デイリー・ニューズ』紙のエズラ・グッドマンは、『恋愛アパート』での演技を「最も輝いている新進気鋭の "女優" の1人」と評した。
大衆の間でのモンローの人気も高まっていった。彼女は週に数千通のファンレターを受け取るようになり、陸軍の機関紙『星条旗新聞』は朝鮮戦争の前線にいる兵士の投票によって彼女を「ミス・チーズケーキ1951」に選んだ。1952年2月、ハリウッド外国人映画記者協会は、モンローを「最優秀若手映画人」に選んだ。
私生活では、モンローは映画監督エリア・カザンと短期間関係を持ち、ほかに監督のニコラス・レイ、俳優のユル・ブリンナー、ピーター・ローフォードなどと浮名を流した。1952年初頭、彼女はニューヨーク・ヤンキースの元スター選手ジョー・ディマジオと交際を始め、これは大々的に報道された。

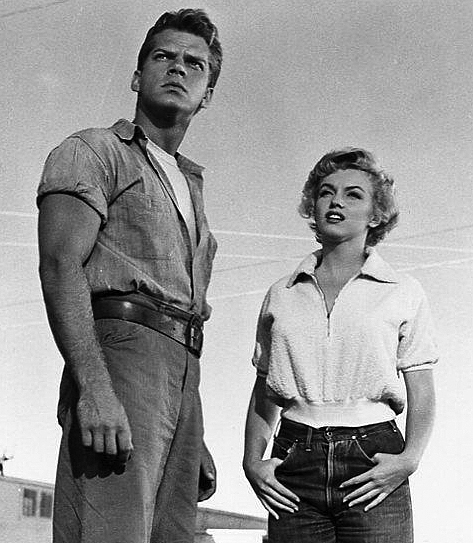
『熱い夜の疼き』（1952年）でのモンローとキース・アンデス。本作で、モンローは演技の幅を見せた。

1952年3月、過去にヌード写真を撮っていたことが明るみに出た。FOXは記事が出る数週間前に情報を掴んでモンロー側と相談し、ダメージを最小限に抑えるため、マスコミには事実を認めつつ、当時の彼女が経済的に困窮していたことを強調していく戦略をとった。この戦略は世間の共感を得て、逆に彼女への関心を高め、大きな役を演じるチャンスが舞い込むことになった。このスキャンダルの終息後、モンローは雑誌『ライフ』の表紙を飾り、コラムニストのヘッダ・ホッパーは、このスキャンダルはモンローを「ピンナップの女王」から「人気女優」に変えたと評した。FOXはこの状況を利用してモンローが出演した3作品 —『熱い夜の疼き』『ノックは無用』『結婚協奏曲』— を立て続けに公開した。
新たなセックスシンボルとして人気が出つつあったモンローだが、自身は演技派の女優になりたいと思っていた。彼女はFOXと契約した直後から俳優マイケル・チェーホフとパントマイミストのロッテ・ゴスラーから演技指導を受け始め 、その指導は『熱い夜の疼き』と『ノックは無用』での演技に活かされた。
『熱い夜の疼き』でモンローは缶詰工場で働く女性を演じた。その役作りのため、彼女はモントレーの缶詰工場で働いた。 同作でのモンローの演技は好評を得た。『ハリウッド・リポーター』誌は「役柄に対する彼女の優れた解釈は主演の地位に値する」と述べ、『バラエティ』誌は「もう少し話術を身につければ、更なる人気を博すだろう」と書いた。

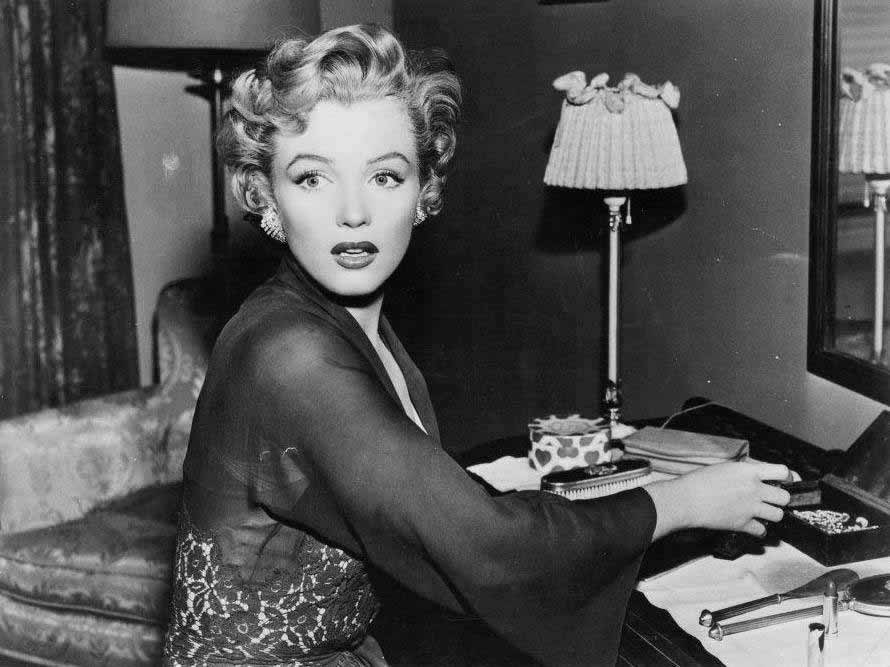
『ノックは無用』(1952) の一場面。

『ノックは無用』で、モンローは情緒不安定なヒロインを演じたが、これは彼女がシリアスな役柄も演じられるかを試すテストも兼ねていた。しかし同作での演技について『ニューヨーク・タイムズ』紙は「難しい役を演じるには経験が浅すぎた」と評し 、『バラエティ』誌は脚本の出来を非難した 。
1952年に公開された出演映画5作品中3つは、彼女の性的魅力を強調した典型的なお色気コメディー作品だった。美人コンテストの出場者を演じた『結婚協奏曲』は、脚本を担当したナナリー・ジョンソンによると、「彼女の水着姿を見せるため」だけに制作されたといわれる。『モンキー・ビジネス』で、モンローはケーリー・グラントの相手役である秘書を演じた。『人生模様』では街娼を演じ、チャールズ・ロートンと共演したが、出演時間は非常に短いものだった。
1952年はモンローが新しいセックスシンボルとしての地位を確立した年となった。彼女がミス・アメリカコンテストのパレード先導役を務めた際の記者会見で、コラムニストのアール・ウィルソンから「夜は何を身に着けて寝ているのか」と質問されて「シャネルの5番よ」（「裸で寝る」の意）と答えたエピソードはあまりにも有名である。コラムニストのフローラベル・ミュアは、モンローを「1952年のイット・ガール」と表現した 。
この頃から、映画人の間でモンローは「気難しい女優」と言われるようになり、この悪評は彼女の生涯にわたってつきまとうことになった。事実、彼女は撮影所への遅刻・無断欠勤を繰り返し、台詞を全く覚えずに現場へ来たり、自分の演技に満足できないと何度も撮影のやり直しを求めたりした。彼女の演技指導を担当していたナターシャ・ライテスとポーラ・ストラスバーグへの依存ぶりも、監督を苛立たせた。こうしたモンローの問題行動は、彼女の完璧主義、低い自己肯定感、舞台恐怖症に起因するといわれている。また、彼女は映画撮影の現場が自分の思い通りにならないことに強い不満を持っていたが、これは写真撮影の現場には台本が無く、自分の意見の通る余地があったことに起因していたとされる 。
不安障害と慢性的な不眠症を緩和するために、彼女はバルビツール、アンフェタミンといった薬物やアルコールに頼るようになり、これらも問題を悪化させたが、1956年までは深刻な中毒に陥ってはいなかった。またキャリア後半の問題行動は、男性の共演者や監督からの軽蔑と性差別への抗議でもあったとされている。また多くの監督から嫌がらせを受けていたともいわれている。
モンローは1953年に公開された3本の映画に出演し、ハリウッドで最も興行収入を稼ぎ出す女優の一人となった 。
フィルム・ノワール作品『ナイアガラ』では、ジョゼフ・コットン演じる夫の殺害を企む悪女を演じた。この作品で、モンローはメイクアップアーティストのアラン・"ホワイティ"・スナイダーとともに、現在も彼女の象徴となっているメイク、すなわち「アーチ型で栗色の眉、白い肌、輝くような赤い唇、ほくろ」を確立した。『ナイアガラ』はモンローの出演作の中で最も性的な場面の多い映画の一つとされており、作中ではモンローがシーツやタオルを1枚まとっているだけのシーンが複数あるため、当時は観客への刺激が強すぎるのではないかと問題視された。最も有名な場面が、腰をくねらせて歩く（いわゆるモンロー・ウォーク）モンローを背後から追った30秒間のロングショットで、予告編等の宣伝活動でも多用された。1953年1月に映画が公開されると女性団体からは内容が不道徳であると抗議の声が上がったが、興行的には成功を収めた。『バラエティ』誌は「定型的でつまらない作品」と酷評したが、『ニューヨーク・タイムズ』紙は作品については「滝とモンロー嬢には見るべきものあり」とだけコメントし、モンローの演技については「完璧な女優というにはまだまだだが（略）ただ歩いているだけで、その魅力を十分に感じさせた」と評価した。
モンローは、その後も際どい衣装で公の場に現れては世間の注目を集めた。1953年1月に開催されたフォトプレイ賞授賞式で着用したデザイナーのウィリアム・トラヴィッラが『紳士は金髪がお好き』のためにデザインしたボディラインを強調し背中の大きく開いた金色のドレスは、大きな話題となった。ジョーン・クロフォードは、そのようなモンローの振る舞いを「女優としてだけでなく、ひとりの女性としても見苦しい」と批判した。
『ナイアガラ』でモンローは外見イメージを確立したが、続くミュージカルコメディー作品『紳士は金髪がお好き』で、彼女には「ダム・ブロンド」という役柄イメージが定着した。この映画で、モンローはジェーン・ラッセルとともに金銭目的で男性と交際するショーガールを演じたが、モンローの演じたローレライ役は元々、1940年代のFOXで最も人気のあった「金髪美人」女優ベティ・グレイブルが演じる予定だった。しかし、男女双方の観衆を惹きつけられるスターとして、グレイブルの人気を凌駕しつつあるモンローに白羽の矢がたった。
映画の宣伝キャンペーンの一環として、モンローとラッセルは6月にチャイニーズ・シアターの前庭に手形を押す栄誉を受けた。映画はそのイベントの直後に封切られ、その年最大の興行収入を上げた作品の1つとなった。『バラエティ』誌はモンローの演技、特に劇中歌「ダイヤは女の最良の友」を歌う場面でのパフォーマンスについて「艶やかな歌唱はもちろんのこと、彼女の存在こそがこの場面の価値を高めている」と称賛した。
9月、モンローは『ジャック・ベニー・ショー』でテレビ初出演を果たし、ジャック・ベニーの妄想に登場する美女を演じた。11月にはベティ・グレイブル、ローレン・バコールと共演した同年3本目の映画『百万長者と結婚する方法』が封切られた。映画はモンロー演じる純真なモデルが、友人達と協力して金持ちの結婚相手を探すという、『紳士は金髪がお好き』の成功パターンを踏襲したものだった。批評家の評価は低かったが、映画はモンローのこれまでのキャリア中で最高の興行収入を記録した。
モンローは、トップテン・マネーメイキングスターに1953年と1954年の2年連続でランキングされ 、シネマスコープの技術と並んでFOXの「最大の財産」となった。1953年12月、ヒュー・ヘフナーが雑誌『プレイボーイ』創刊号の表紙とセンターフォールドにモンローを起用したことで、彼女のセックスシンボルとしての地位はより確かなものとなった（モンロー自身は出版に同意していなかった）。表紙には1952年のミス・アメリカ・コンテストの際に撮影された写真が使用され、センターフォールドには1949年撮影のヌード写真が掲載されていた。

### 20世紀FOXとの対立とジョー・ディマジオとの結婚

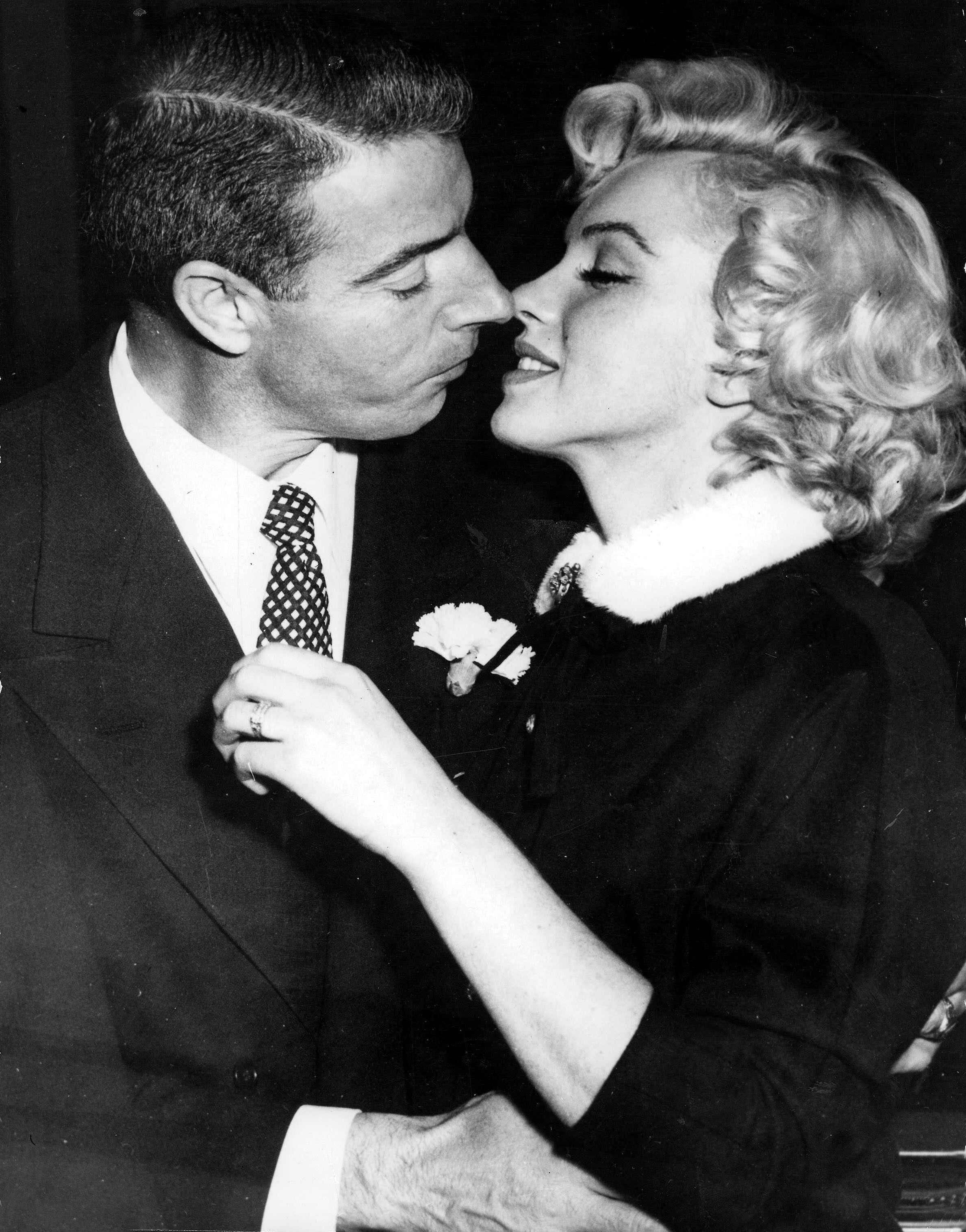
結婚式直後のモンローとジョー・ディマジオ

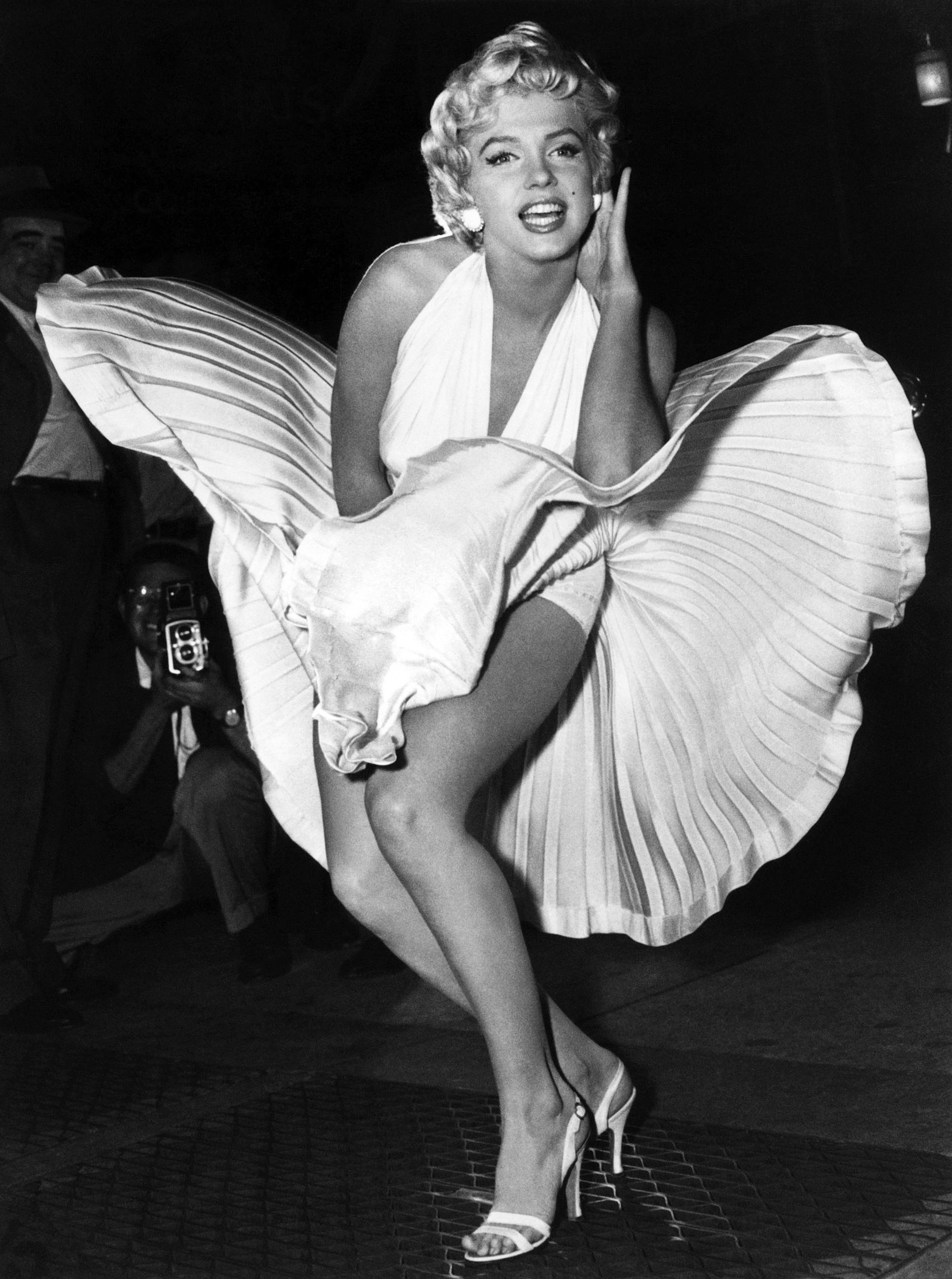
『七年目の浮気』のプロ―モーション写真

モンローは20世紀FOXが抱える最大のスターの1人となったが、彼女の契約内容は1950年以降は見直しがなく、出演料は他のスター達と比べて低く抑えられ、また企画の選択権も無かった。モンローはこれまでとは違う路線の作品への出演を希望したが、FOX経営トップのダリル・F・ザナックは、そうした作品では収益を上げられないと判断して彼女の希望を却下した。FOXオーナーのスピロス・スコウラスから更に収益を上げるよう圧力を受けたザナックは、利益を最大化するため娯楽映画の制作に専念し、芸術性の高い映画の制作を中止することを決断した。1954年1月、モンローがミュージカルコメディー『The Girl in Pink Tights (英語版) 』への出演を拒否すると、FOXは彼女を活動停止処分とした。モンローの活動停止はトップニュースとして報じられ、彼女は即座にこのネガティブな話題を打ち消すための行動を起こした。
1月14日、モンローはかねてより交際していたジョー・ ディマジオとサンフランシスコ市庁舎で結婚式を挙げた。
2月1日、読売ジャイアンツに招かれたディマジオに同行し、新婚旅行を兼ねて日本を訪れ、東京国際空港（羽田空港）で大歓迎を受けた。夫妻は3週間日本に滞在し、東京、静岡、福岡、広島、大阪を巡った。福岡までは仲睦まじかったが、広島県総合球場でディマジオが広島カープの選手たちに打撃指導を行った際、絶対に来てはいけないと念を押されていたモンローが球場を訪れ、ディマジオそっちのけでファンが殺到してしまい、ディマジオがモンローを叱責したことが離婚の原因の一つともいわれる。
日本滞在中の2月16日からの3日間、モンローは朝鮮戦争休戦後も韓国に駐留する国連軍兵士を慰問するUSO主催のショーに参加し、60,000人以上のアメリカ海兵隊員の前で出演作の劇中歌などを歌った。
帰国後、モンローは『フォトプレイ』誌の「最も人気のある女性スター」に選ばれた。3月にはFOXと和解し、新しい契約を結んだ。FOXは彼女に10万ドルのボーナスを支払い、ブロードウェイで成功した演劇『七年目の浮気』を映画化する際の主役を約束した。
1954年4月、活動中断前に撮影していたオットー・プレミンジャー監督の西部劇『帰らざる河』が公開された。モンローはこの映画について「俳優たちの演技が風景映像とシネマスコープの添え物にされたZ級のカウボーイ映画」と述べているが、興行的には成功を収めた。彼女が復帰後に初出演した映画はミュージカル『ショウほど素敵な商売はない』だったが、12月16日の封切り後、モンローの本作での演技は多くの批評家から下品と評価され、興行的にも成功しなかった。
1954年9月、映画『七年目の浮気』の撮影がビリー・ワイルダー監督の下で開始され、モンローはトム・イーウェル演じる既婚男性の妄想の対象となる女性を演じた。映画の殆どはハリウッドのスタジオで撮影されたが、FOXは白いドレスをまとったモンローのスカートが地下鉄の通風孔からの風でめくれ上がる場面をニューヨーク・マンハッタンのレキシントン・アベニューで撮影し、宣伝を兼ねてその模様を公開することにした。撮影は数時間にわたり、約2000人がその模様を見物した。この場面はモンローの最も有名な映像の一つになり、1955年6月に封切られた映画は、その年最大の興行収入を上げた作品の1つとなった。
ニューヨークロケの模様を撮影した写真が、世界中の新聞・雑誌に掲載されると、それを見た夫ディマジオは激怒し、2人の離婚の原因の一つとなった。モンローは結婚当初からディマジオの嫉妬深さと束縛に悩まされており、また彼から暴力も受けていた。結婚から9か月後の1954年10月、ニューヨークからハリウッドに戻った後、モンローは離婚を申請した。

### 脱セックスシンボル

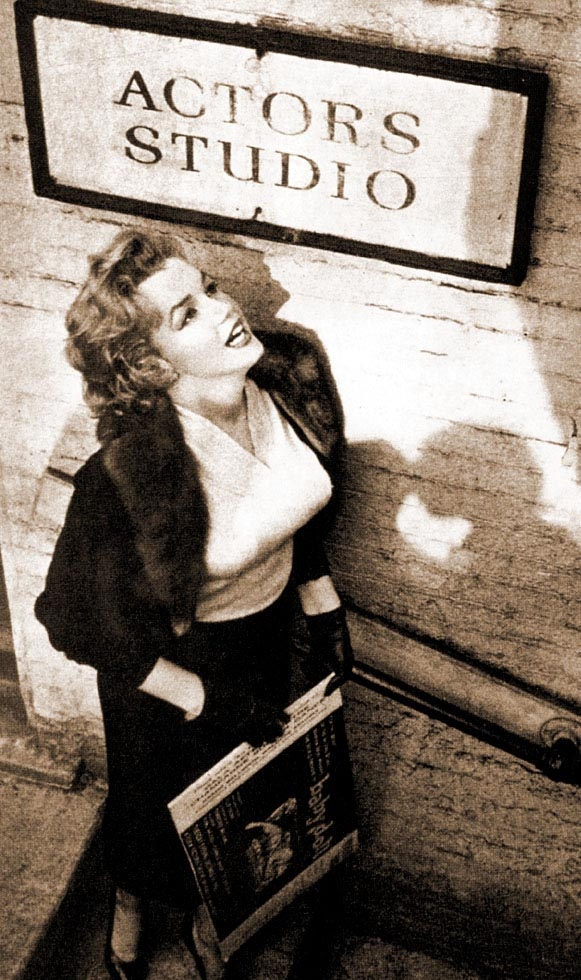
1961年、アクターズ・スタジオにて

1954年11月に『七年目の浮気』の撮影が終了すると、モンローはハリウッドを離れて東海岸に移り住み、そこで写真家ミルトン・H・グリーンと自身の制作会社「マリリン・モンロー・プロダクションズ（MMP）」を設立した。この行動は後にスタジオ・システムの崩壊に一定の貢献をしたと評価されている。当時のモンローは「同じような（ダム・ブロンドの）役ばかり持ってくるFOXにうんざりして」おり、またFOXが先述のボーナスを一向に支払わないため、先の契約は無効であると主張した。1955年1月、彼女とFOXの間で1年間にわたる法廷闘争が始まった。マスコミはモンローを大々的に嘲笑し、ブロードウェイでも彼女を揶揄する演劇『Will Success Spoil Rock Hunter? (英語版) 』が上演され、彼女によく似た風貌のジェーン・マンスフィールドが、人気に驕って自分の制作会社を立ち上げる我儘な女優を演じた。
MMP設立後、モンローはマンハッタンに移り住み、1955年から再び演技を学び始めた。彼女は女優コンスタンス・コリアーの演劇講座を受講し、リー・ストラスバーグが主宰する演劇学校アクターズ・スタジオでメソッド演技法に関するワークショップに参加した。モンローはストラスバーグと彼の妻ポーラと親しくなり、夫妻の自宅で個人レッスンを受けるようになって、すぐに家族同然の関係となった。ポーラはナターシャ・ライテスに替わってモンローの演技指導者になった。ストラスバーグ夫妻は、彼女の後半生に多大な影響を与えた。また、モンローはリー・ストラスバーグの「俳優は自らのトラウマに立ち向かい、それを演技に生かさなけらばならない」という教えに感化されて精神分析を受け始めた 。
当時のモンローは、離婚協議進行中にも拘わらずディマジオとの夫婦生活を続ける一方で、俳優マーロン・ブランドや劇作家アーサー・ミラーとも関係を持っていた。モンローとミラーの関係は、1950年代初頭に彼女がエリア・カザンから初めてミラーを紹介されたことに始まる。1955年10月にモンローの離婚が成立し、さらにミラーが妻と別居すると、二人の関係はさらに深まった。当時のミラーは共産主義者との告発を受けてFBIの捜査対象になっており、下院非米活動委員会にも召喚されていたため、FOXはモンローに彼と別れるよう促したが、彼女は拒否した。このため、モンローもFBIの捜査対象となった。
結局、MMPだけでは映画の制作資金を調達することができなかったことと、FOX側がモンローとの再契約を切望していたため、年末までに両者は和解して新たに7年間の契約に署名した。FOXは映画4本分の製作費用としてモンローに40万ドルを支払い、彼女に企画・演出家・撮影監督を選ぶ権限を与え、今後モンローがFOX制作の映画1本に出演するごとにMMPで1本の映画を自由に制作することを認めた。

### 名声の獲得、アーサー・ミラーとの結婚
モンローは1956年を20世紀FOXに対する勝利宣言から始めた。マスコミは映画会社と争うというモンローの決断について好意的な記事を書いている。『タイム』誌は彼女を「抜け目のない女性実業家」と呼び 、『ルック』誌はこの勝利が「今後何年にもわたって組織に対抗する個人の模範」になるだろうと予測した。対照的に、モンローとアーサー・ミラーとの関係は、ウォルター・ウィンチェルが「アメリカで最も有名な金髪美女は、今や左翼インテリの情婦である」という声明を出すなど、否定的なコメントで溢れた。

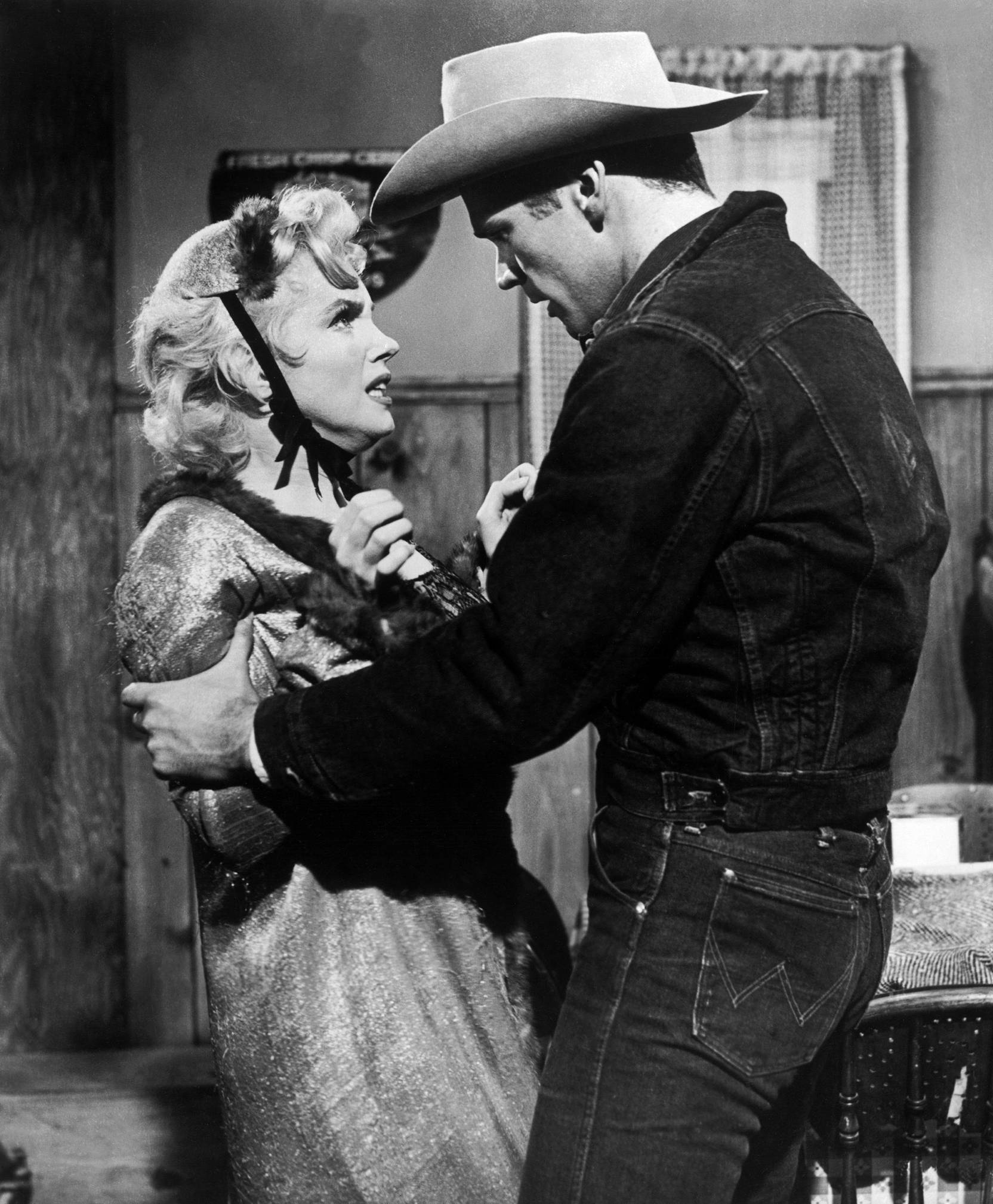
『バス停留所』の一場面

3月、モンローは新しい契約下での最初の映画『バス停留所（Bus Stop）』の撮影を開始した。劇中で彼女は、スターダムを夢見ながら純朴なカウボーイと恋に落ちたことで葛藤を抱える歌手シェリーを演じた。役作りのため、彼女はアパラチア方言を学び、それまでの売り物だった性的魅力を抑えた衣装とメイクを選び、凡庸な歌と踊りの演技を披露した。監督を依頼されたジョシュア・ローガンは、当初はモンローの演技力を疑い、気難しいという彼女の評判も知っていたにも拘わらず、依頼を受けた。
撮影はアイダホ州とアリゾナ州で行われ、モンローはMMP側の「技術責任者」も務め、時に撮影に関する重要な決定に関与し、ローガンも彼女の遅刻癖と完璧主義に見事に対応した。この撮影での経験はモンローに対するローガンの見方を変え、彼は後にモンローの喜劇と悲劇を融合させる能力をチャールズ・チャップリンのそれと比較して論じている。

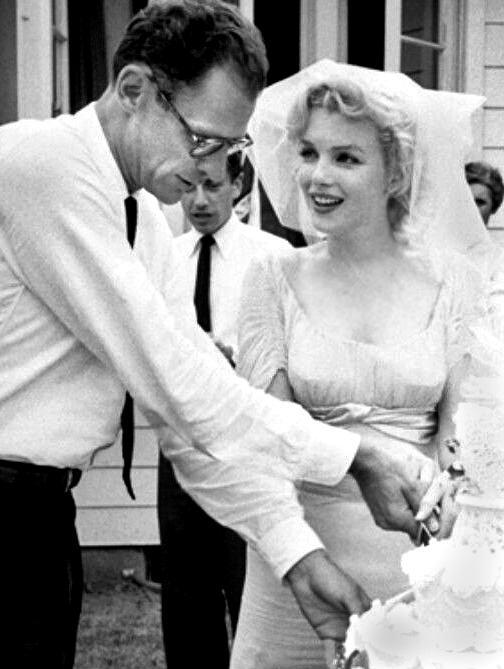
1956年6月の結婚式でのモンローとミラー

6月29日、モンローとアーサー・ミラーはニューヨーク州ホワイト・プレインズのウェストチェスター郡裁判所で結婚した。 2日後、彼らはニューヨーク州ワカバックにあるミラーの著作権代理人ケイ・ブラウンの家で改めてユダヤ教式で挙式した 。
結婚とともにモンローはユダヤ教に改宗し、このため当時イスラエルと対立していたエジプトは彼女の出演する映画を上映禁止にした 。二人の結婚はメディアからは不釣り合いと見られており、『バラエティ』誌は「エッグヘッド（知識人=ミラー）と砂時計（セックスシンボル=モンロー）の結婚」という見出しで報じた。
8月には映画『バス停留所』が封切られ、批評面でも興行面でも大きな成功を収めた。『サタデー・レビュー』誌は、モンローの演技を「グラマーなだけの女優という、これまでのイメージを一掃した」と書き、ボスレー・クラウザーは「マリリン・モンローは遂に本物の女優になった」と絶賛した。本作の演技でモンローはゴールデングローブ賞ミュージカル・コメディ映画部門主演女優賞にノミネートされた。

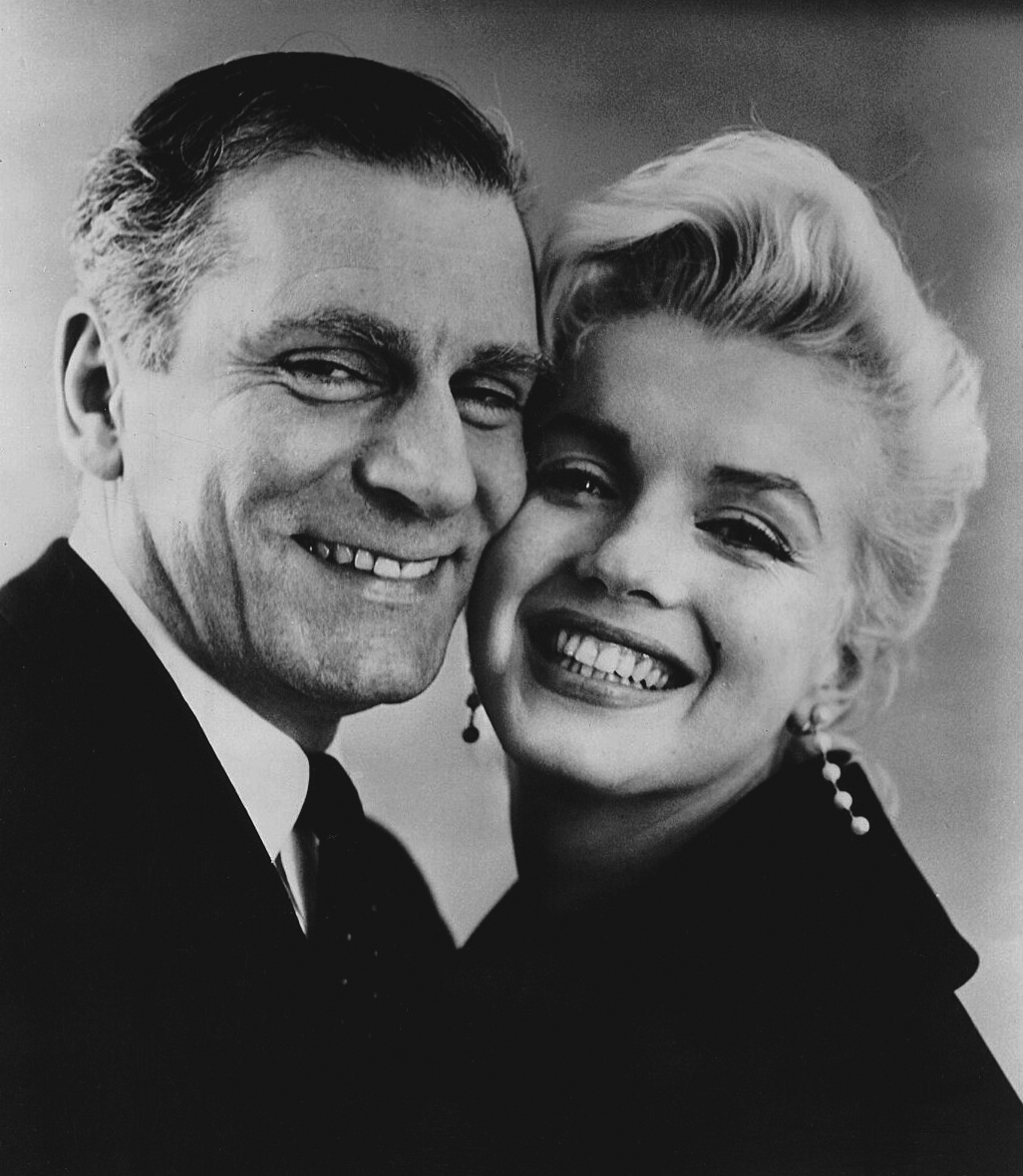
オリヴィエとモンロー

同月、モンローはイギリスのパインウッド・スタジオで、初のMMP制作の映画『王子と踊子』の撮影を開始した。同作はテレンス・ラティガンが1953年に書いた舞台劇を原作に、ローレンス・オリヴィエが監督および共同制作を務め、モンローと共演することになった。しかし彼とモンローの間の対立により、制作は難航した。原作の舞台劇でも監督と主演を務めたオリヴィエは、モンローを見下して「君はセクシーな格好をして立っていればそれでいい」と発言し、演技も舞台劇でのヴィヴィアン・リーのそれを踏襲することを求めてモンローを怒らせた。またオリヴィエの方もモンローが演技指導のポーラ・ストラスバーグを現場に帯同させていることが気に入らなかった。これらにより、モンローは非協力的になり、故意に遅刻を繰り返し、後に「俳優に対する尊敬の無い現場で、彼らが素晴らしい演技をすることはないわ」と述べている。
『王子と踊子』の撮影はスケジュール通り1956年末に完了した。『王子と踊子』はヨーロッパでは好評で、イタリアのダヴィッド・ディ・ドナテッロ賞とフランスのエトワール・ド・クリスタル賞（セザール賞の前身）で最優秀外国人女優賞を受賞し、 英国アカデミー賞では5部門にノミネートされた。
この時期、モンローは他にも問題を抱えていた。私生活では薬物依存が進行し、流産を経験した。グリーンとは、MMPの方向性について対立が生じていた。
『王子と踊子』の撮影を終えてイギリスから帰国した後、モンローは家庭生活に専念するために18ヶ月の休暇を取った。この間、彼女とミラーは、ニューヨーク、コネチカット、ロングアイランドを行き来しながら過ごした。モンローは1957年半ばに子宮外妊娠し、翌年に流産した。先の流産も含め、これは彼女が患っていた子宮内膜症が原因の可能性が高いとされている 。 
またバルビタールの過剰摂取により短期間入院した。グリーンとのMMPに関する意見の相違は、話し合いで解決できなかったため、モンローは彼が持つ会社の株を買い取ることで、この問題を終わらせた。

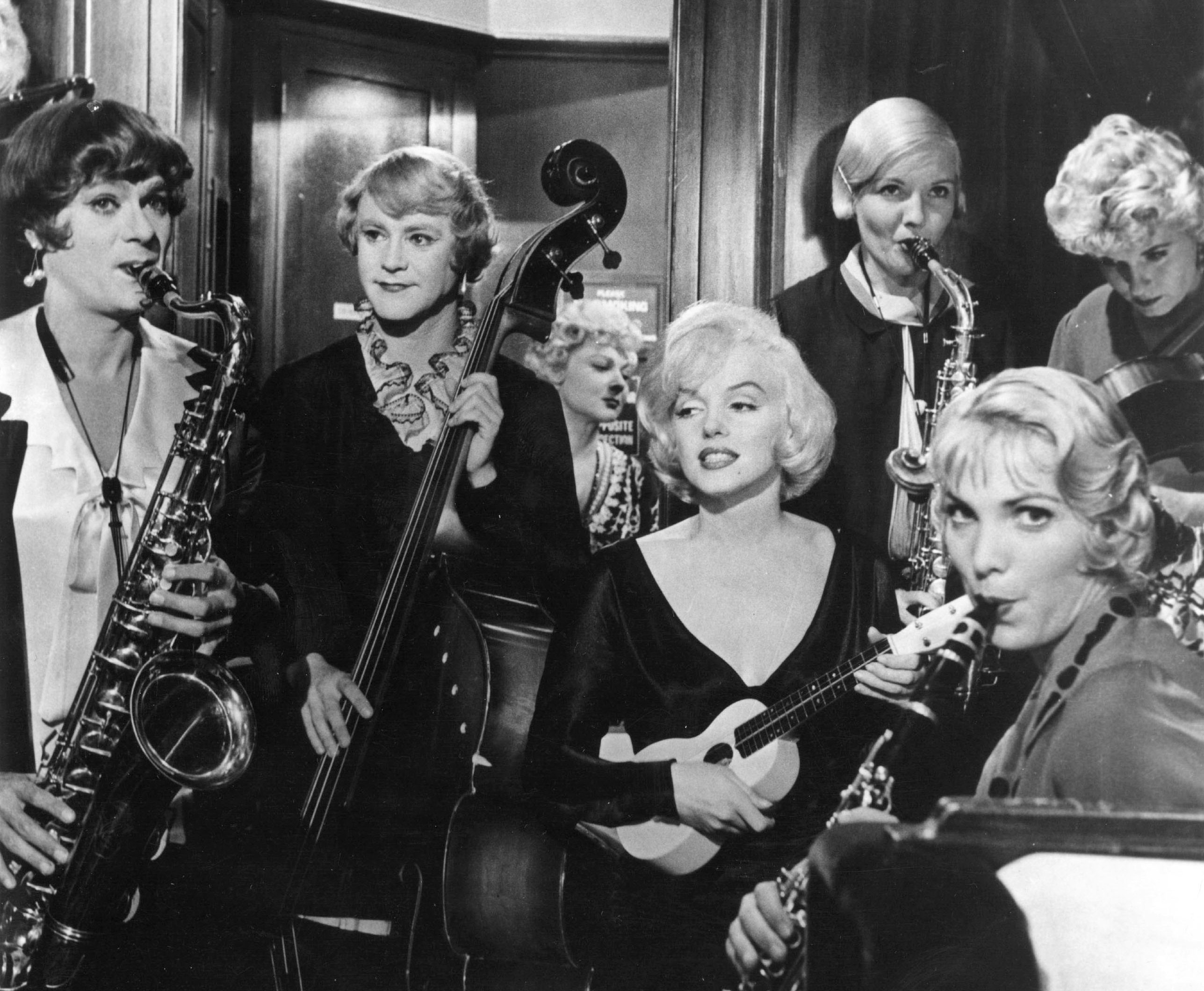
『お熱いのがお好き』より

モンローは1958年7月にハリウッドに戻り、ビリー・ワイルダー監督のジェンダー・ロールを題材としたコメディー『お熱いのがお好き』でジャック・レモン、トニー・カーティスと共演した。当初、彼女は自分が演じるシュガー役を「ダム・ブロンドの類型」と捉えて乗り気ではなかったが、ミラーの励ましと通常の出演料に加えてボーナスとして利益の10%を支払うというFOXの申し出により、出演依頼を受けた。『お熱いのがお好き』の制作難航ぶりは後に「ハリウッドの伝説」の一つとなった。現場でモンローは、演技が気に入らないと何十回も撮り直しを求め、自分の台詞を覚えてこない、監督の指示通りに演技しない、といった問題行動を繰り返した。彼女とのキスシーンを何テイクも撮影させられたカーティスは「まるでヒトラーとキスをしている気分だった」と回想している。
後に、モンローは混乱する制作現場の様子を難破船に例え、「（男性のスタッフ、共演者たちは）右往左往していたけど、私は彼らと違って "失うもの" がないから何の心配もしていなかった」と答えている。
問題の多くはモンローと、こちらも気難しいと評判のワイルダーとの間で、彼女の演技の方向性をめぐって意見が合わなかったことが原因だった。モンローは多くの演出の変更を求めてワイルダーを怒らせ、また、それが原因で彼女の舞台恐怖症は悪化した。
しかし最後には、ワイルダーもモンローの演技に満足し、「セリフを覚えて演技するだけなら誰でもできる。だが彼女はセリフを覚えずに現場に来て、素晴らしい演技ができる本物の俳優だ」と述べている。『お熱いのがお好き』は1959年3月に封切られ、批評・興行の両面で大成功を収めた。モンローは本作の演技でゴールデングローブ賞 ミュージカル・コメディ映画部門主演女優賞を受賞し、『バラエティ』誌は彼女を「セクシーな魅力と絶妙な間のとり方を兼ね備えた最高の喜劇女優」と絶賛した。また本作は21世に入ってからBBC、AFIおよび『サイト & サウンド』誌がそれぞれ行った調査で「史上最高の映画」の一つに選ばれている。

### キャリアと私生活への翳り

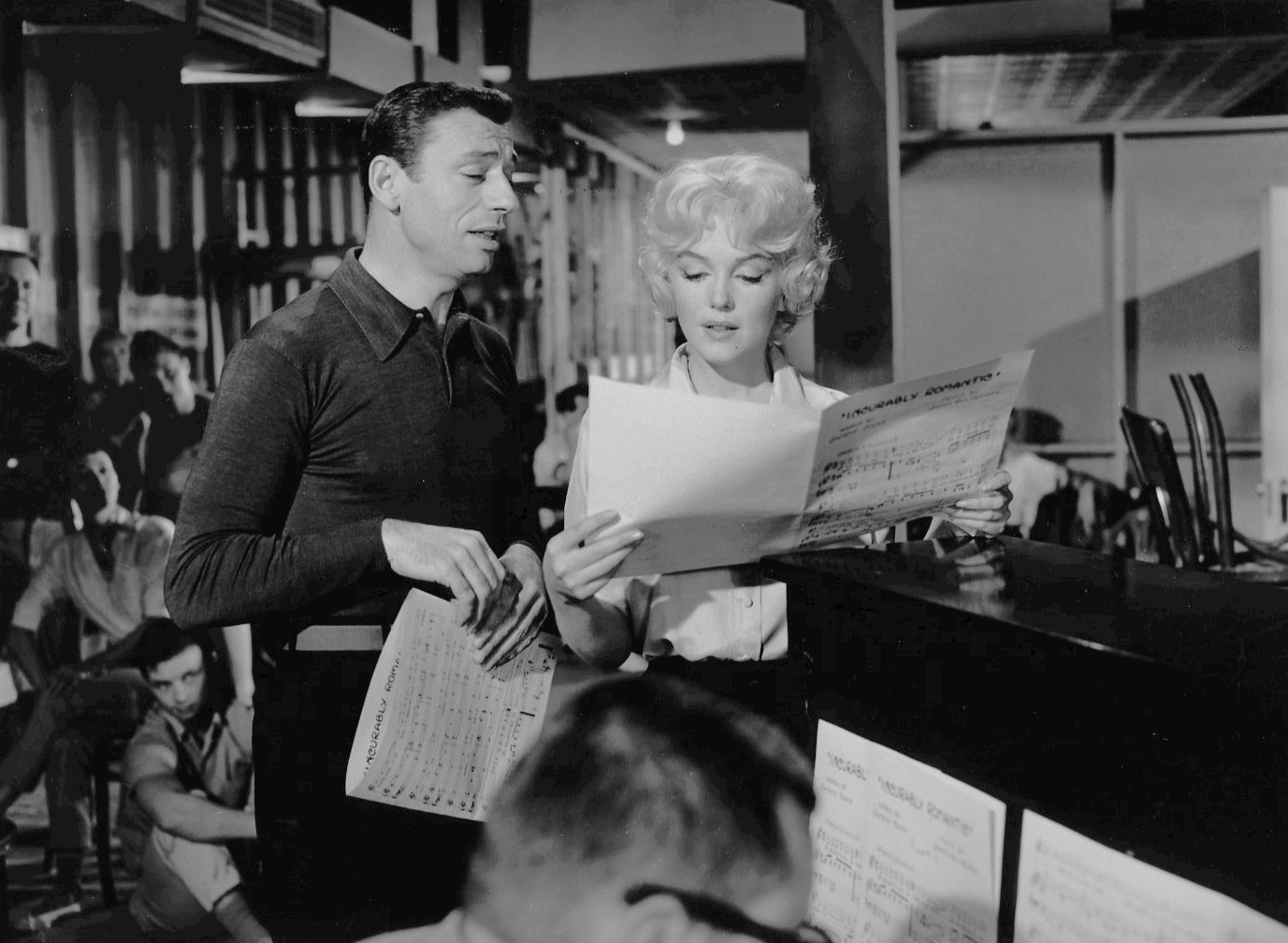
『恋をしましょう』（1960年）でのイヴ・モンタンとモンロー

『お熱いのがお好き』の後、モンローは1959年後半にミュージカル・コメディー『恋をしましょう』に出演するまで、再び活動を休止した。本作で彼女はジョージ・キューカーを監督に選び、劇中での彼女の出番が少ないと感じたミラーが脚本の一部を書き直した。モンローがこの扱いを受け入れて出演した背景には、FOXとの契約更改交渉が遅れていたという理由があった。彼女が頻繁に撮影を欠席したため、映画の制作は遅れた。撮影中、モンローは共演者のイヴ・モンタンと不倫関係になったが、これは映画の話題作りに利用され、マスコミによって広く報道された。
『恋をしましょう』は1960年9月に公開されたが興行的には失敗に終わった。ボスレー・クラウザーはモンローの演技を「少し手を抜いているように見える」「以前のようなダイナミズムがない」と批判し、ヘッダ・ホッパーは本作を「これまでの（モンローが出演した）映画の中で最低の作品」と酷評した。トルーマン・カポーティは自著『ティファニーで朝食を』が映画化される際、モンローをホリー役に起用するようロビー活動を行っていたが、制作の難航を恐れたプロデューサーはオードリー・ヘプバーンを起用した。

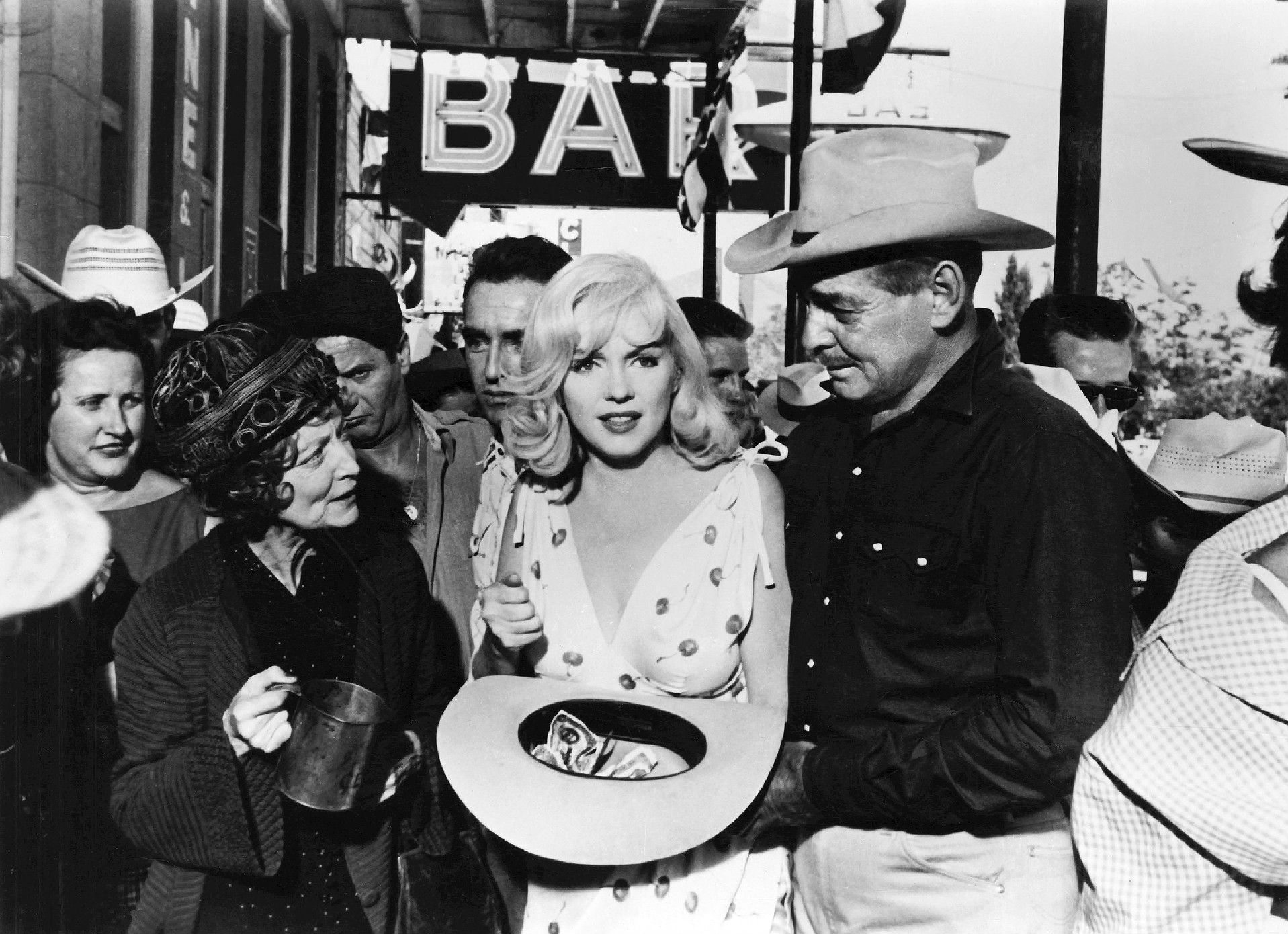
『荒馬と女』より

モンローが出演した最後の映画はジョン・ヒューストン監督の『荒馬と女』で、脚本はミラーが彼女を極力目立たせるようなシナリオを書いた。劇中でモンローはクラーク・ゲーブル、イーライ・ウォラック、モンゴメリー・クリフトが演じる3人の老カウボーイと出会う離婚歴のある女性を演じた。1960年7月から11月にかけてのネバダ砂漠での撮影は、やはり困難を極めた。この頃、モンローとミラーの結婚生活は事実上破綻しており、ミラーは新たに写真家のインゲ・モラスと関係を持っていた。
モンローは、自分の役柄の一部が自身の人生に基づいて作られていることを嫌がり、また男優たちの役よりも作中での扱いが悪いと思っていた。また、撮影の前夜になってシナリオを書き直すというミラーの悪癖にも悩まされた。健康状態も悪化していた。モンローは胆石による痛みに苦しみ、また薬物中毒も深刻化しており、スタッフは彼女が薬物の影響で眠っている間にメイクを施さなければならない有様だった。8月、モンローが薬物を抜くため1週間入院したため撮影は中断された。にも拘わらず、ヒューストンはモンローの演技を「作り物ではない、本物の感情が発露していた。彼女は自分自身の奥深くに眠るそれを見つけ、意図的に発露させていた」 と称賛している。
撮影終了後の1961年1月、モンローとミラーはメキシコで離婚した。『荒馬と女』はその翌月に封切られたが、興行的には失敗した。評価も低調で 、『バラエティ』誌は一貫性のない人物造形への不満を書き、クラウザーはモンローの演技について「全く無表情で感情が読み取れない」とし、「不幸なことに、この映画は構成上、そんな彼女を見続けなければならない」と酷評した。
ただし本作は21世紀に入って以降、再評価されている。英国映画協会のジェフ・アンドリューは本作を古典の一つに数えており 、ジョン・ヒューストンの研究家トニー・トレーシーはモンローの演技を「彼女のキャリアの中で最も成熟したもの」と述べており 、『インディペンデント』紙のジェフリー・マクナブはモンローの「役への共感を呼び起こす力は並外れている」と評している。
モンローは次に、 サマセット・モームの短編『ミス・トンプソン（雨）』を原作としたNBCのテレビドラマに出演する予定だったが、彼女が望んだリー・ストラスバーグの監督起用にNBCが難色を示したため、企画はお蔵入りとなった。
1961年前半の6カ月間、モンローは健康問題に悩まされた。彼女は子宮内膜症のために胆嚢摘出手術を受け、うつ病で4週間入院した 。そんな彼女を支えたのが元夫のジョー・ディマジオだった。2人は再び交際を始め、モンローはディマジオの友人フランク・シナトラと数カ月間だけ関係を持った。モンローは同年にカリフォルニアに戻り、1962年初頭にロサンゼルスのブレントウッド地区フィフス・ヘレナ・ドライブ 12305番地の邸宅を購入し、亡くなるまでの最後の数カ月をそこで暮らした。

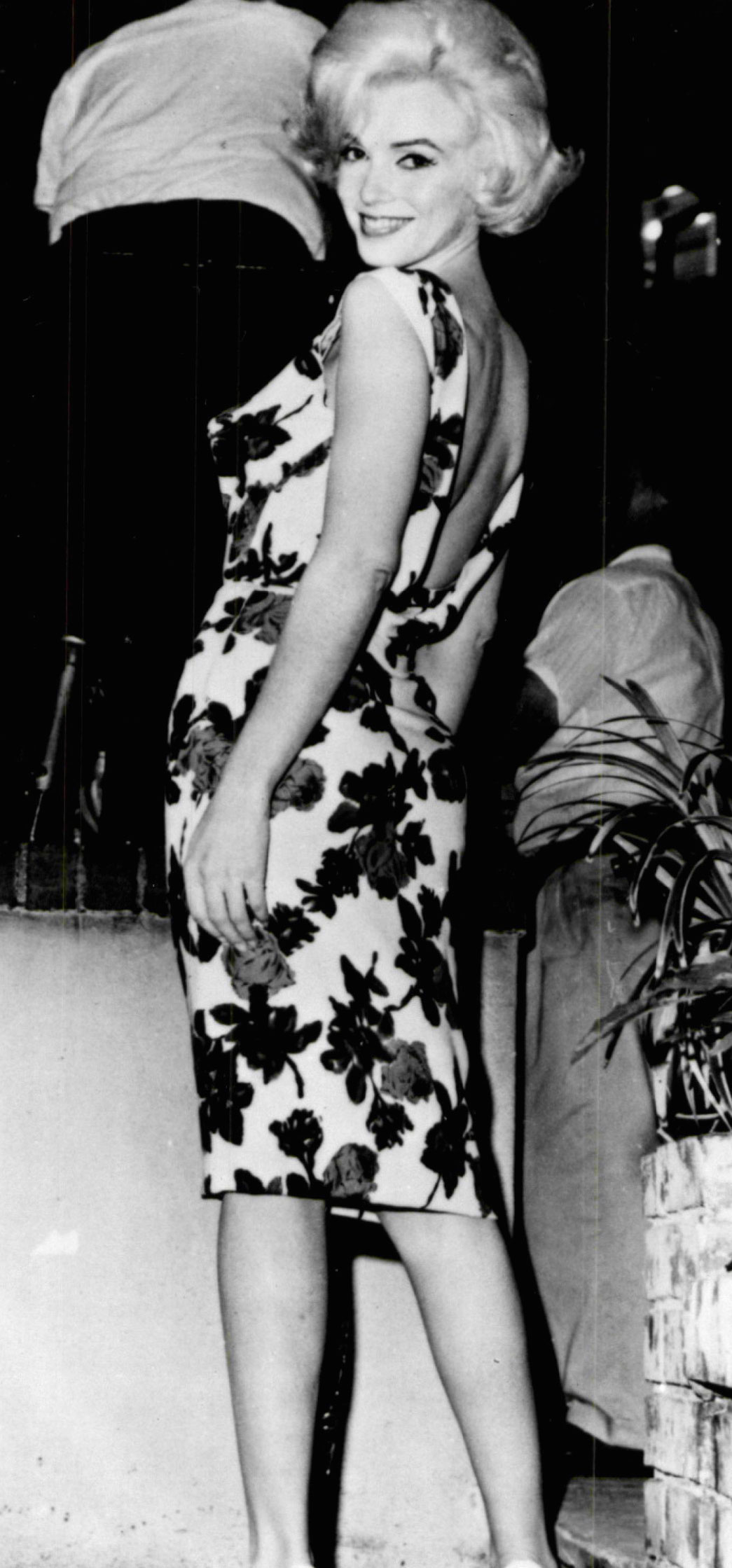
『女房は生きていた』の撮影セットにて

1962年春、ゴールデングローブ賞「ヘンリエッタ賞」を受賞し、新作映画『女房は生きていた』の制作が発表されたことでモンローは再び世間の注目を集めた。映画はジョージ・キューカーが監督、ディーン・マーティンとシド・チャリシーが共演し、FOXとMMPによって共同制作される予定たった。撮影開始の数日前、モンローは副鼻腔炎に罹った。撮影は延期すべきという医師の助言を無視し、FOXは予定どおり4月下旬から撮影を開始した。
モンローは病気で撮影入り後6週間の大半を欠席した。複数の医師による診断があったにも拘らず、FOXは彼女が仮病を使っていると主張して撮影に出てくるよう圧力をかけた。5月19日、彼女は撮影を休んで、ニューヨークのマディソン・スクエア・ガーデンで行われた当時の大統領ジョン・F・ケネディの誕生日を祝うステージで「ハッピーバースデー・トゥー・ユー」を歌った。このときモンローはラインストーンで身体のラインが強調されたベージュ色のドレスを身に着けてステージに登場したため、見た人々の多くが裸で登場したと見間違えた。このとき大統領夫人ジャクリーン・ケネディは、式典にモンローが来ると知り欠席している。モンローのニューヨーク行きは、彼女に式典への出席をキャンセルするよう求めていたFOXの重役たちをさらに苛立たせた。
『女房は生きていた』の撮影に戻ったモンローが次に撮影したのは、全裸になってプールで泳ぐ場面だった。現場には映画の宣伝用写真撮影を兼ねて、マスコミが招待された。このとき撮られた写真は後に雑誌『ライフ』に掲載された。大スターが全盛期にヌードを披露したのはこれが初めてのことである。モンローが再び病気を理由に撮影を数日間欠席したことで、FOXは既に『クレオパトラ』の制作費高騰に苦しんでいる現状で、これ以上撮影を遅らせることは出来ないと判断した。 6月7日、FOXはモンローを解雇し、75万ドルの損害賠償を求めて彼女を訴えた。モンローの代役はリー・レミックが務めることになったが、今度はディーン・マーティンがモンロー以外と共演することを拒否したため、FOXは彼も訴え、映画はお蔵入りとなった。FOXは、映画の失敗をモンロー1人の責任だと主張し、彼女は精神病で頭がおかしくなっている、などのネガティブ・キャンペーンを行った。
しかしFOXはすぐに方針を転換し、6月後半にはモンローとの再契約交渉を開始した。夏の終わりには『女房は生きていた』の撮影再開、ロマンティック・コメディ『何という行き方!』への主演を含む新しい契約が成立し、両者は和解した。またモンローは、自らの主演でジーン・ハーロウの伝記映画を企画していた。
このスキャンダルで傷ついたイメージを回復するため、彼女は雑誌『ライフ』『コスモポリタン』のインタビューを受け、初めてファッション誌『ヴォーグ』に掲載される写真を撮影するなど、プロモーション活動に従事した。モンローは『ヴォーグ』掲載用に、写真家のバート・スターンと組んで通常のファッション写真集とヌード写真集の2つのシリーズを撮影し、それらは彼女の死後一冊にまとめられ『The Last Sitting (英語版) 』と題して出版された。

### 死と葬儀

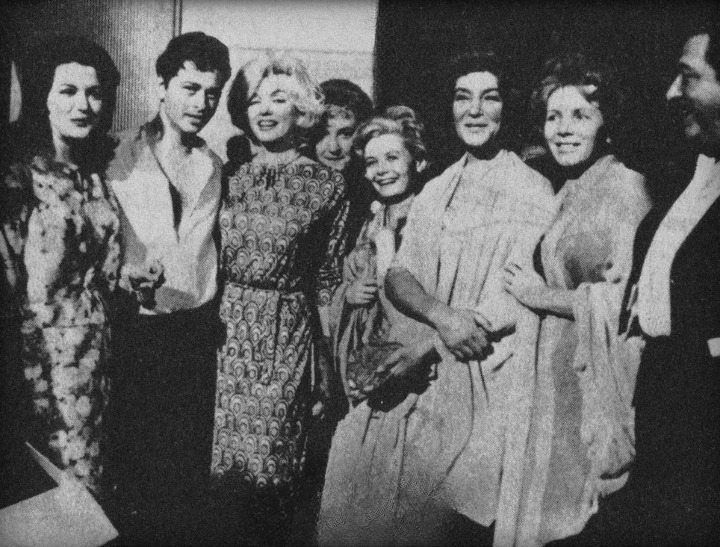
1962年、メキシコ映画『皆殺しの天使』の撮影現場を訪れたモンロー (左から3人目) 。彼女がメディアの前に現れた最後の姿である。

1962年8月5日、前日からモンローの家に泊まり込んでいた家政婦ユーニス・マレーは午前3時に目が覚め、異変を感じた。彼女の証言によると、モンローの寝室のドア下からは光が漏れていたが、ノックに応答は無く、ドアには鍵が掛かっていた。その後、マレーはモンローの精神科医ラルフ・グリーンソンに電話をかけた。彼はすぐに駆けつけて、窓から寝室に入り、モンローがベッドで死んでいるのを発見した。3時50分頃、モンローの主治医ハイマン・エンゲルバーグが到着し、その場で彼女の死亡宣告をした。4時25分、事態がロサンゼルス市警察に通報された。
検死により、モンローは前日の20時30分から22時30分の間に死亡したと推定され、薬物検査で急性バルビタール中毒の所見が示された。彼女の血液中からは抱水クロラール8 mg%、ペントバルビタール（ネンブタール）4.5mg%が検出され、肝臓からもペントバルビタール13 mg%が検出された。ベッドの横からは空の薬瓶が見つかった。モンローが誤って過剰摂取した可能性は、彼女の体内から致死量の数倍もの薬物が検出されたことから否定された。

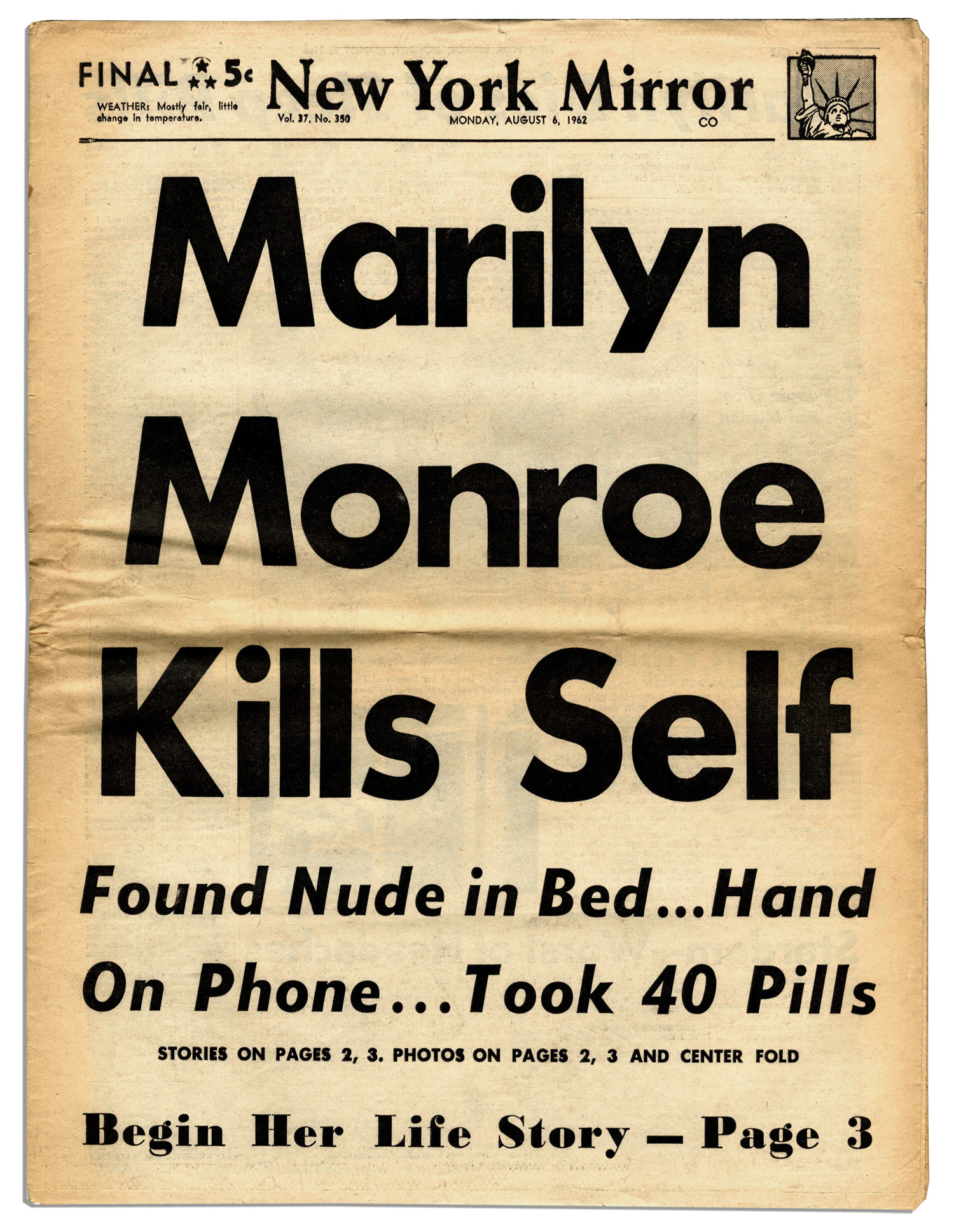
モンローの死を報じる『ニューヨーク・ミラー』1962年8月6日号の一面

本件に関するロサンゼルス郡検死局の捜査には、自殺に関する専門知識を持つロサンゼルス市の自殺予防チームが協力した。主治医のエンゲルバーグは、彼女が「突然の予測不可能な気分の変化」を伴って「深刻な恐怖に襲われたり、うつ状態になる」ことが頻繁にあり、過去にも何度か過剰摂取をしていた可能性を述べた。これらの事実と遺体に不審点がないことから、検死官補のトーマス野口は彼女の死を自殺の可能性が高いと判断した。
モンローの突然の死は、欧米の新聞で一面トップで報じられた。ロサンゼルス市内の自殺率は彼女が亡くなった翌月に2倍に上昇し、この時期に多くの新聞が発行部数を伸ばした。当時『シカゴ・トリビューン』紙の編集部にはモンローの死についての情報を求める読者からの電話が1日に何百本もかかってきた。

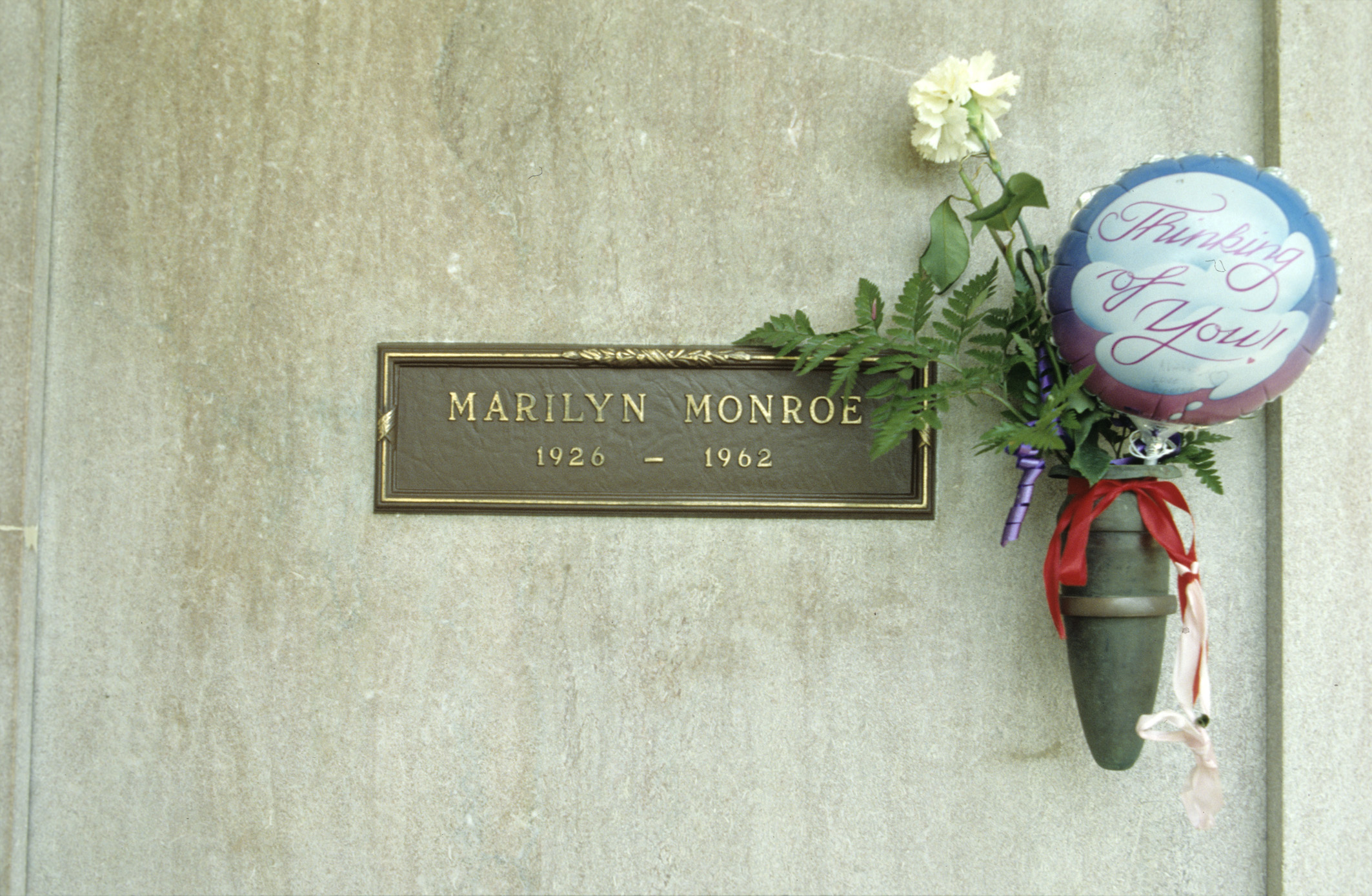
ウェストウッド・メモリアル パーク墓地にあるモンローの墓

フランスの芸術家ジャン・コクトーは「彼女の死は著名人の行動を監視し、彼らを苦しめることを主な仕事とする全ての人にとって、恐ろしい教訓となるはずだ」とコメントし、ローレンス・オリヴィエは「彼女は（マスコミによる）誇大広告と煽情的な報道の犠牲者だった」と述べ、『バス停留所』の監督を務めたジョシュア・ローガンは「彼女は世界で最も評価されていない人間の1人である」と述べて、その死を悼んだ。
8月8日にウエストウッド・メモリアルパーク墓地で執り行われた葬儀は非公開とされ、彼女の最も近しい関係者のみが参列した。葬儀はジョー・ディマジオ、モンローの異父姉バーニース・ベイカー・ミラクル、およびモンローの代理人を務めていたイネス・メルソンによって取り仕切られた。何百人もの見物人が墓地の周りの通りに群がった。モンローは集合墓室「記憶の回廊」の第24区画に埋葬された。

## 遺産と旧宅
モンローの遺産は、遺言により、
- 異父姉バーニース・ベイカー・ミラクル、秘書のメイ・レイスにそれぞれ数千ドル
- 友人の詩人ノーマン・ロステン（英語版）に彼の娘の養育費として数千ドル
- 母グラディスとマイケル・チェーホフの未亡人の終身介護のための基金として10万ドルずつ

が分与され、残りの遺産については、25％が精神科医マリアンヌ・クリスに「あなたが選んだ精神科の医療機関もしくは研究機関に寄付するよう」、モンローの遺品や不動産・肖像権を含む75％がリー・ストラスバーグに「友人、同僚、お世話になった人たちで分配するよう」という指示と共に託された。ただし、手続きに時間がかかったことから、これらの人々が遺産を実際に受け取ったのは1971年になってからである。
クリスは指示通り遺産をアンナ・フロイト・センターに寄付したが、ストラスバーグは指示を守らず遺産を独占し、彼の死後に遺産を相続した妻のアンナは遺産管理会社「マリリン・モンローLLC」を設立し、パブリシティ権収入や遺品・不動産の売却で荒稼ぎし、パブリシティ権だけで2008年までに約3000万ドル（約30億円）の利益を得た。さらにクリスに分与された遺産の所有権を主張して裁判を起こしたが、敗訴している。
モンローが晩年を過ごした邸宅をロサンゼルス市議会が2024年6月26日、歴史的文化財として全会一致で指定した。高級住宅街ブレントウッドで1929年に建てられ、モンローが1962年に購入した。隣家を保有する夫婦が2023年夏に835万ドルで購入しており、自分たちの土地の拡張や、観光客やファンが集まることで近所迷惑になっていること、改築が重ねられモンロー生前と様変わりしていることを理由に取り壊しを申請しており、ロサンゼルス市議から移築を含めて保存するよう求める意見が出ていた。

### 死をめぐる諸説
モンローの死については、
- 現場から自殺に使ったはずのコップが発見されていない
- 遺体発見時、手には受話器が握られていたものの、FBIが電話局から押収した死亡前日から当日夜の通話記録には同時刻の記録がない
- 部屋からはモンローの日記（赤い手帳）が消えていた

等の不審点が指摘されており、そのため通話記録や証拠品の改竄・隠蔽を行うことができる政治力の持ち主がモンローの死に関わっていたと主張し、彼女は何者かによって謀殺されたとする陰謀論がある。
死亡当初、警察はトーマス野口らによって司法解剖を行い、「急性バルビツール中毒による体の不調を受けて救急車を自ら呼ぶために受話器を取ったものの、ダイヤルする前にこと切れた」と、自殺や他殺の可能性を否定し、事故死であったとしている。
モンローの謀殺説を最初に主張したのは反共主義の活動家フランク・A・カペルが1964年に自著 "The Strange Death of Marilyn Monroe" の中で主張した、当時モンローと不倫関係にあったロバート・ケネディが事の発覚を恐れて彼女を謀殺したというものである。ただし同書の内容はロバート・ケネディやアーサー・ミラー等のモンロー周辺の人々を共産主義者と決めつけるなど著者の個人的思想が強く出ていること、情報源が同じく反共主義者のウォルター・ウィンチェルだけしかないことで当時から疑問視されており、広まることはなかった。
謀殺説は1973年に出版されたノーマン・メイラー著の伝記『マリリン その実像と死  ("Marilyn: A Biography")  』を機に世間に広まった。同書中でメイラーは確たる証拠も示さず、「モンローとロバート・ケネディが不倫関係にあった」「モンローはこのスキャンダルをケネディ家に対する圧力に利用しようと考えていたFBIかCIAの人間に殺された」と主張した。同書は書評家たちに酷評され、メイラーはマイク・ウォレスからのインタビューの中で、本を売るために内容を捏造したことを認め、モンローの死因は十中八九自殺であると思うと発言した。
モンローの死をめぐる謀殺説の広がりを受けて、1982年に当時のロサンゼルス郡地方検事ジョン・ヴァン・デ・カンプが指揮をとり、犯罪の可能性の有無を調べる予備捜査が行われたが、他殺の証拠は見つからなかった。
1985年9月23日、ロサンゼルス市警察は、1962年当時の捜査資料を公表した。この中で、他殺説を裏付ける証拠はなく、本部長ダリル・ゲイツも記者会見で「明らかに自殺といえる」と述べた。この日、公表された捜査資料は全132ページ、厚さにして1cm強。モンローの関係捜査資料は死亡時から約10年間、非公開書類として保管された後、1973年に廃棄されたが、当時の捜査担当官タッド・ブラウンが個人的にその写しを保管していた物をコピーしたものという。資料にはロサンゼルス郡検視局検視官補トーマス野口による解剖所見のほか、関係者の事情聴取記録やモンローの死亡前後の電話通話記録なども含まれている。捜査記録には1982年の再捜査の記録も含まれており、やはり他殺説を証拠立てる資料は見当たらない、と結論づけた。。
イギリス人ジャーナリストアンソニー・サマーズは『マリリン・モンローの真実（原題 "Goddess: The Secret Lives of Marilyn Monroe"）』（1985年）の中で、モンローの死は薬物の過剰摂取による事故死であり、死後に自殺に見せかけられたと主張した。彼は同書を書くため関係者650人にインタビューしているが、伝記作家のドナルド・スポトは「証言内容に誤りが多い」、サラ・チャーチウェルは「証言内容の殆どが伝聞で、証言者当人が見聞きしたことではない」と批判している。また証言者の中に「信用に値しない」人物（陰謀論主張の先達、虚言癖のある人物）がいる点も問題視されている。
謀殺説は否定しているスポトも1993年に発表したモンローの伝記の中で、20世紀FOXと新たな契約で合意していたこととジョー・ディマジオとの復縁が予定されていたことを理由に自殺ではなく過剰摂取による事故死を主張した。
2000年代に入り、1962年の捜査に地方検事補として関わったジョン・マイナーがモンローが死の直前に録音し、精神科医のラルフ・グリーンソンに預けたオーディオテープから書き起こしたと主張する筆記録を発表した。マイナーはテープの録音内容を根拠に自殺・他殺説を否定し、モンローの死は過剰摂取の末の事故死と主張した。しかし、この主張には証拠となるテープ原本が見つからないこととマイナーに経歴詐称の過去があったことから、筆記録を最初に売り込まれた『ヴァニティ・フェア』誌が証拠検証のためテープの提出を求めたところ、マイナーがテープを所持していないことが判明した。
近年の研究では、モンローの死をめぐる謀殺説はあくまで出所の不確かな噂にすぎないとされている。モンローとケネディ家の関係をめぐるマフィアの介在やFBIの介入も、証拠に乏しい都市伝説として退けられている。

## 作品

### 映画
| 公開年 | 邦題 原題                                                         | 役名                                 |
| ------ | ----------------------------------------------------------------- | ------------------------------------ |
| 1947年 | Dangerous Years                                                   | エヴィー                             |
| 1948年 | 嵐の園 Scudda Hoo! Scudda Hay!                                    | ベティ（クレジットなし）             |
| 1948年 | Ladies of the Chorus                                              | ペギー・マーティン                   |
| 1949年 | Love Happy                                                        | グルーニオンの顧客                   |
| 1950年 | 彼女は二挺拳銃 A Tickt to Tomahowk                                | クララ（クレジットなし）             |
| 1950年 | アスファルト・ジャングル The Asphalt Jungle                       | アンジェラ・フィンレイ               |
| 1950年 | イヴの総て All About Eve                                          | カズウェル                           |
| 1950年 | The Fireball                                                      | ポリー                               |
| 1950年 | Right Cross                                                       | ダスキー・ルドゥー（クレジットなし） |
| 1951年 | ふるさと物語 Home Town Story                                      | アイリス・マーティン                 |
| 1951年 | 素晴らしき哉、定年! As Young as You Feel                          | ハリエット                           |
| 1951年 | 恋愛アパート Love Nest                                            | ボビー・スティーヴンス               |
| 1951年 | 結婚しましょう Let's Make It Legal                                | ジョイス・マナリング                 |
| 1952年 | 熱い夜の疼き Clash by Night                                       | ペギー                               |
| 1952年 | 結婚協奏曲 We're Not Married!                                     | アナベル・ジョーンズ・ノリス         |
| 1952年 | ノックは無用 Don't Bother to Knock                                | ネル・フォーブス                     |
| 1952年 | 人生模様 O. Henry's Full House                                    | 街娼                                 |
| 1952年 | モンキー・ビジネス Monkey Business                                | ロイス・ローレル                     |
| 1953年 | ナイアガラ Niagara                                                | ローズ・ルーミス                     |
| 1953年 | 紳士は金髪がお好き Gentlemen Prefer Blondes                       | ローレライ・リー                     |
| 1953年 | 百万長者と結婚する方法 How to Marry a Millionaire                 | ポーラ・デベヴォア                   |
| 1954年 | 帰らざる河 River of No Return                                     | ケイ・ウェストン                     |
| 1954年 | ショウほど素敵な商売はない There's No Business Like Show Business | ヴィッキー・パーカー                 |
| 1955年 | 七年目の浮気 The Seven Year Itch                                  | ブロンド美女                         |
| 1956年 | バス停留所 Bus Stop                                               | シェリー                             |
| 1957年 | 王子と踊子 The Prince and the Showgirl                            | エルシー・マリーナ                   |
| 1959年 | お熱いのがお好き Some Like It Hot                                 | シュガー・ケーン・コワルチェック     |
| 1960年 | 恋をしましょう Let's Make Love                                    | アマンダ・デル                       |
| 1961年 | 荒馬と女 The Misfits                                              | ロズリン・ターベル                   |

### 楽曲
| 劇中歌                                                                    | 劇中歌                         |
| ------------------------------------------------------------------------- | ------------------------------ |
| "Every Baby Needs a Da-Da-Daddy"（ベビーにはパパが必要）                  | 『Ladies of the Chorus』       |
| "Anyone Can See I Love You"（私の恋はどなたにもお見通し）                 | 『Ladies of the Chorus』       |
| "Kiss"（キス）                                                            | 『ナイアガラ』                 |
| "Diamonds Are a Girl's Best Friend"（ダイヤは女の最良の友）               | 『紳士は金髪がお好き』         |
| "Two Little Girls from Little Rock"（リトルロックから来た娘）             | 『紳士は金髪がお好き』         |
| "When Love Goes Wrong"（恋にしくじったら）                                | 『紳士は金髪がお好き』         |
| "Bye Bye Baby"（バイ・バイ・ベイビー）                                    | 『紳士は金髪がお好き』         |
| "The River of No Return"（帰らざる河）                                    | 『帰らざる河』                 |
| "I'm Gonna File My Claim"（請求書にためとくわ ※素訳 登記しとくわ）        | 『帰らざる河』                 |
| "One Silver Dollar"（一枚の銀貨）                                         | 『帰らざる河』                 |
| "Down in the Meadow"（牧場で）                                            | 『帰らざる河』                 |
| "After You Get What You Want, You Don't Want It"（気ままなあなた）        | 『ショウほど素敵な商売はない』 |
| "Heat Wave"（ヒート・ウェーブ）                                           | 『ショウほど素敵な商売はない』 |
| "Lazy"（もの憂さ）                                                        | 『ショウほど素敵な商売はない』 |
| "A Man Chases a Girl"（男は女を追いかける）                               | 『ショウほど素敵な商売はない』 |
| "That Old Black Magic"（恋という魔術）                                    | 『バス停留所 (Bus Stop)』      |
| "I'm Through with Love"（恋はおしまい）                                   | 『お熱いのがお好き』           |
| "I Wanna Be Loved by You"（愛されたいの）                                 | 『お熱いのがお好き』           |
| "Running Wild"（ランニング・ワイルド）                                    | 『お熱いのがお好き』           |
| "Let's Make Love"（恋をしましょう）                                       | 『恋をしましょう』             |
| "Incurably Romantic"（とってもロマンティック）                            | 『恋をしましょう』             |
| "Specialization"（スペシャリゼイション）                                  | 『恋をしましょう』             |
| "My Heart Belongs to Daddy"（私の心はパパのもの）                         | 『恋をしましょう』             |
| その他                                                                    |                                |
| "Do It Again"（ドゥ・イット・アゲイン）                                   |                                |
| "A Fine Romance"（ファイン・ロマンス）                                    |                                |
| "You'd Be Surprised"（驚かないでね）                                      |                                |
| "She Acts Like a Woman Should"（女のお手本）                              |                                |
| "Some Like It Hot"（お熱いのがお好き）                                    |                                |
| "Happy Birthday,Mr.President"（ハッピーバースデー・ミスタープレジデント） |                                |

## 賞歴

### 受賞
- ゴールデングローブ賞
  - ミュージカル・コメディ映画部門 主演女優賞：1960年（『お熱いのがお好き』）
  - ヘンリエッタ賞：1951年、1953年、1962年
- ダヴィッド・ディ・ドナテッロ賞 外国人女優賞：1958年（『王子と踊子』）
- エトワール・ド・クリスタル賞（フランス語版）外国人女優賞：1959年（『王子と踊子』）

### ノミネート
- ゴールデングローブ賞 ミュージカル・コメディ映画部門主演女優賞：1956年（『バス停留所』）
- 英国アカデミー賞 最優秀外国女優賞：1956年（『七年目の浮気』）、1958年（『王子と踊子』）

## 人物

### 巧みなイメージ戦略
1940年代は、戦時中で観客も女性の率が高く、彼女たちにアピールするためキャサリン・ヘプバーンやバーバラ・スタンウィックのようなタフでスマートなイメージの女優が重宝されていた。20世紀FOXは、モンローが男性客を映画館に呼び戻す次の10年のスターになることを望んでおり、当時衰えの見え始めたベティ・グレイブルの後継者として期待していた。映画研究家のリチャード・ダイアーによると、モンローのイメージは主に男性目線を意識して作り上げられた。

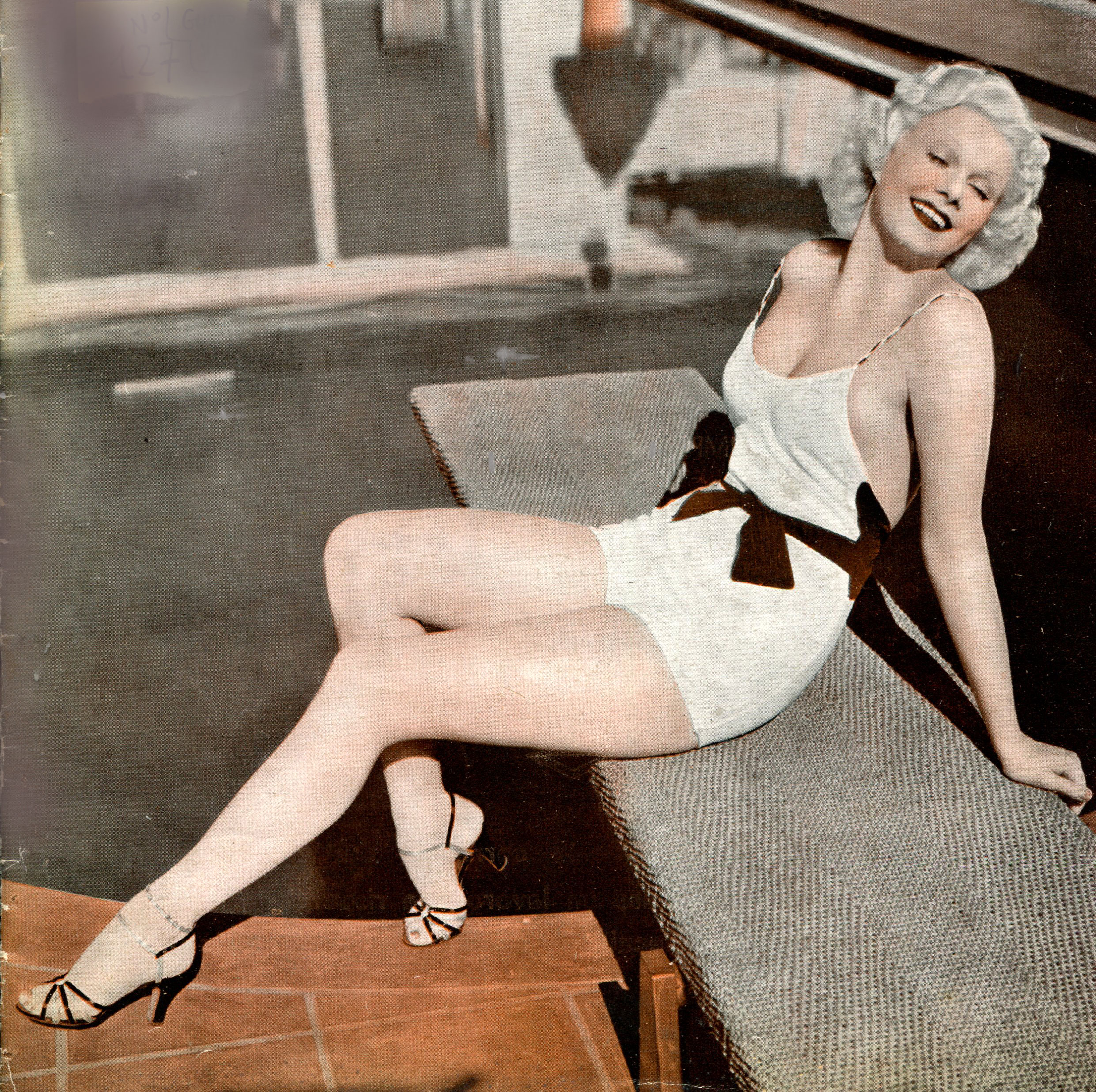
ジーン・ハーロウ。モンローは彼女を手本に自分のイメージを確立していった。

モンローはデビュー当初から、自分のイメージ作りに積極的に関わり、キャリア末期にはほぼ独力でそれを行っていた。彼女はイメージ戦略の多くを自分で考案し、シドニー・スコルスキーやルエラ・パーソンズといった芸能コラムニストと良好な関係を築き、自身のイメージ作りに利用した。
モンローはベティ・グレイブルに加えて、1930年代を象徴する金髪美人女優ジーン・ハーロウともしばしば比較される。これはモンローが幼少期のアイドルとしてハーロウの名を挙げ、彼女の伝記映画を企画し、彼女のヘアスタイリストを雇って髪を染めたことが理由となっている 。
映画の中のモンローは、彼女の金髪と仕草から受ける素朴さ、色気、そして人工物感に焦点が当てられていた。彼女は映画の中でしばしば幼児のような喋り方で話し、インタビューでの奔放な発言は「無垢で計算されていない」という印象を与えた。たとえば、1949年のヌード写真撮影のとき何を "着けて" いたかを尋ねられたとき、彼女は「ラジオを "つけて" いた」と答えている。

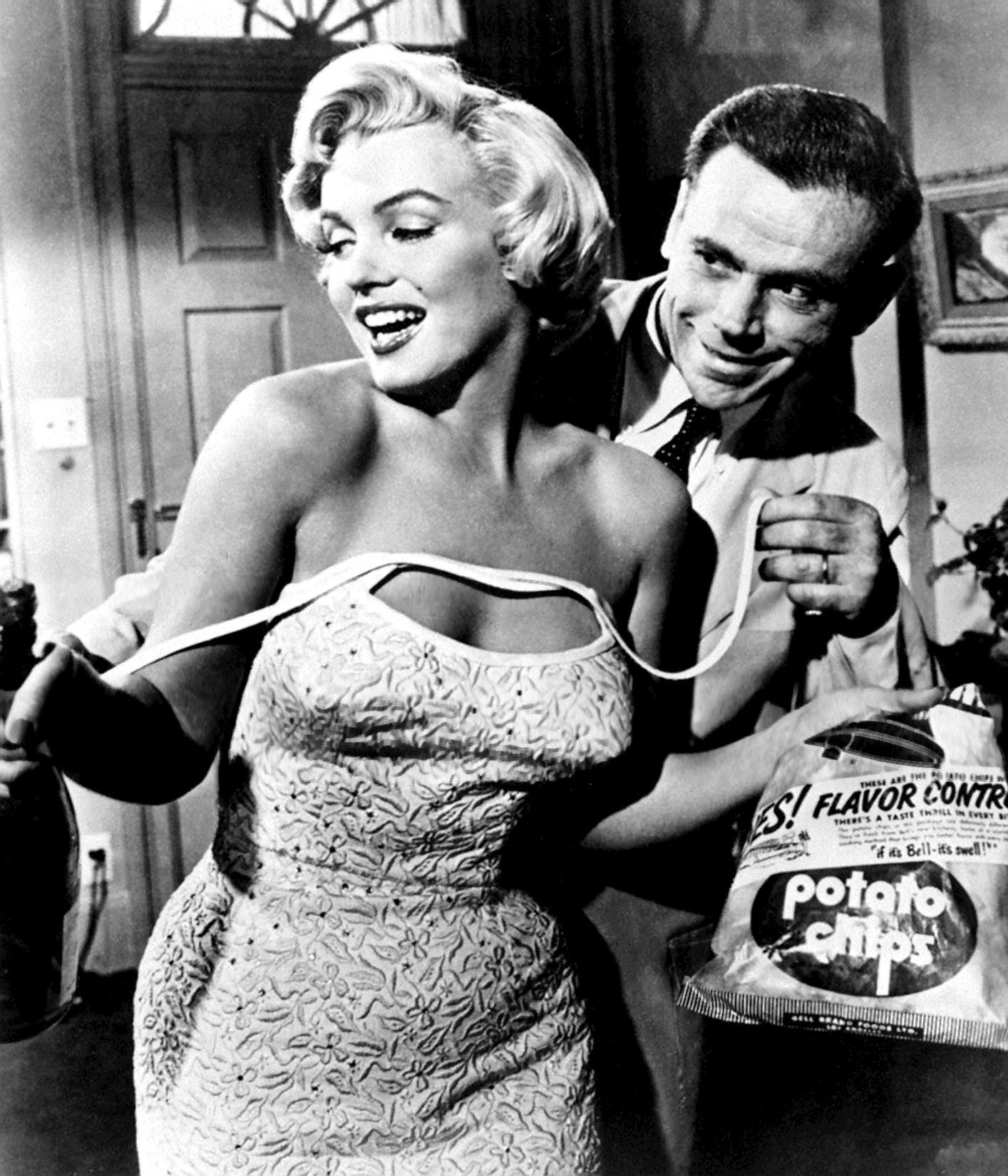
『七年目の浮気』の宣伝写真。このようにモンローは自身の魅力を強調する体型にぴったり合った衣装をよく着用した。

映画の中でモンローは男性にとってステレオタイプな女性を多く演じた。彼女は出演した多くの作品で、コーラスガール、モデルといった「男を視覚的に喜ばせる」職業の女性を演じた。モンローはピンナップモデルとしてその経歴をスタートさせ、砂時計のような体型で有名になった。 映画の中でも、その体型が映えるような役を与えられ、宣伝写真では頻繁にピンナップ写真のようなポーズをとった。独特の腰を振る歩き方（モンロー・ウォーク）は、彼女の体型に世間の注目を集めた。
モンローは金髪を強調するため白い衣装をよく着用し、また体型を際立たせた露出度の高い衣装で人前に登場して世間の注目を集めた。映画の宣伝でも露出度の高いものや破れやすい素材の衣装を着用し、例えば記者会見中にドレスの肩紐が千切れるなどのハプニングをわざと起こしていた。
彼女の生い立ちを扱った記事では、モンローは悲惨な幼少期を過ごしながらハリウッドのスターダムにのし上がったアメリカン・ドリームの体現者として描かれた。里親の家や孤児院で過ごした時期の逸話には誇張や創作されたものもあった。映画研究家トーマス・ハリスは、労働者階級出身ということは、男性客にモンローをより身近で親しみやすい女性として見せ、対照的に同世代で同じく魅力的な金髪美女として売り出されたグレース・ケリーは、上流階級出身という生い立ちのため、大多数の男性客から手の届かない洗練された女性と見られ敬遠されていた、と分析している。
映画の中における、純心だが性的魅力に溢れた金髪美女というモンローのイメージは巧妙に作られたものだったが、観客や評論家はそれが彼女の素顔であると信じていた。後に彼女が新しい役柄を演じたいと求めたり、自分の制作会社を立ち上げたとき、これが障害となった。文化学者のサラ・チャーチウェルはモンローの出演作品を研究し、次のように述べている。
（モンローは）自分が「頭が悪く、気弱で、演技が下手」という大いなる虚像を作り上げた。彼女は高等教育を受けられなかったことに対するコンプレックスを持ってはいた。だが実際の彼女は、非常に頭が良く、タフな精神の持ち主だった。1950年代のハリウッドにおいて強固だったスタジオ・システムに打ち勝つには、虚実2つの力が必要だったのだ。（中略）ダム・ブロンドは与えられた役柄であり、彼女は女優としてそれを演じていたにすぎない。しかし今でも。映画の中の彼女が本当のマリリン・モンローだと誰もが信じてしまうような本物の女優なのだ。
20世紀FOXはモンロー人気を受けて、その後もジェーン・マンスフィールドやシェリー・ノースなど同系統の女優を育てることでさらなる利益を得た。他の映画スタジオもこれに追随し、ユニバーサル映画はマミー・ヴァン・ドーレン、コロンビアはキム・ノヴァク、そしてランク・オーガニゼーションはダイアナ・ドースを売り出した。

### 社会への影響
伝記作家のロイス・バナーは、モンローが映画や公の場でセックスシンボルとしての自分を自嘲的に表現することがあったとし、「20世紀のジェンダートリックスターの歴史の中で彼女はメイ・ウエストとマドンナの中間に位置しており、その後も続く原型を作り上げた」と書いている。モンロー自身、ウエストから影響を受け、「自身の性を嘲笑することで、イメージを作り上げる技術を学んだ」と述べている。彼女は、コミカルなステージパフォーマンスで有名なパントマイミストでダンサーのロッテ・ゴスラーの講座でコメディを学び、ゴスラーは映画の現場でも彼女を指導していた。モンローが典型的なダム・ブロンドを演じた『紳士は金髪がお好き』の中で、彼女は自分の役に「大事な時には賢くなれるけど、大体の男は賢い女が好きじゃないの」という台詞を追加した 。

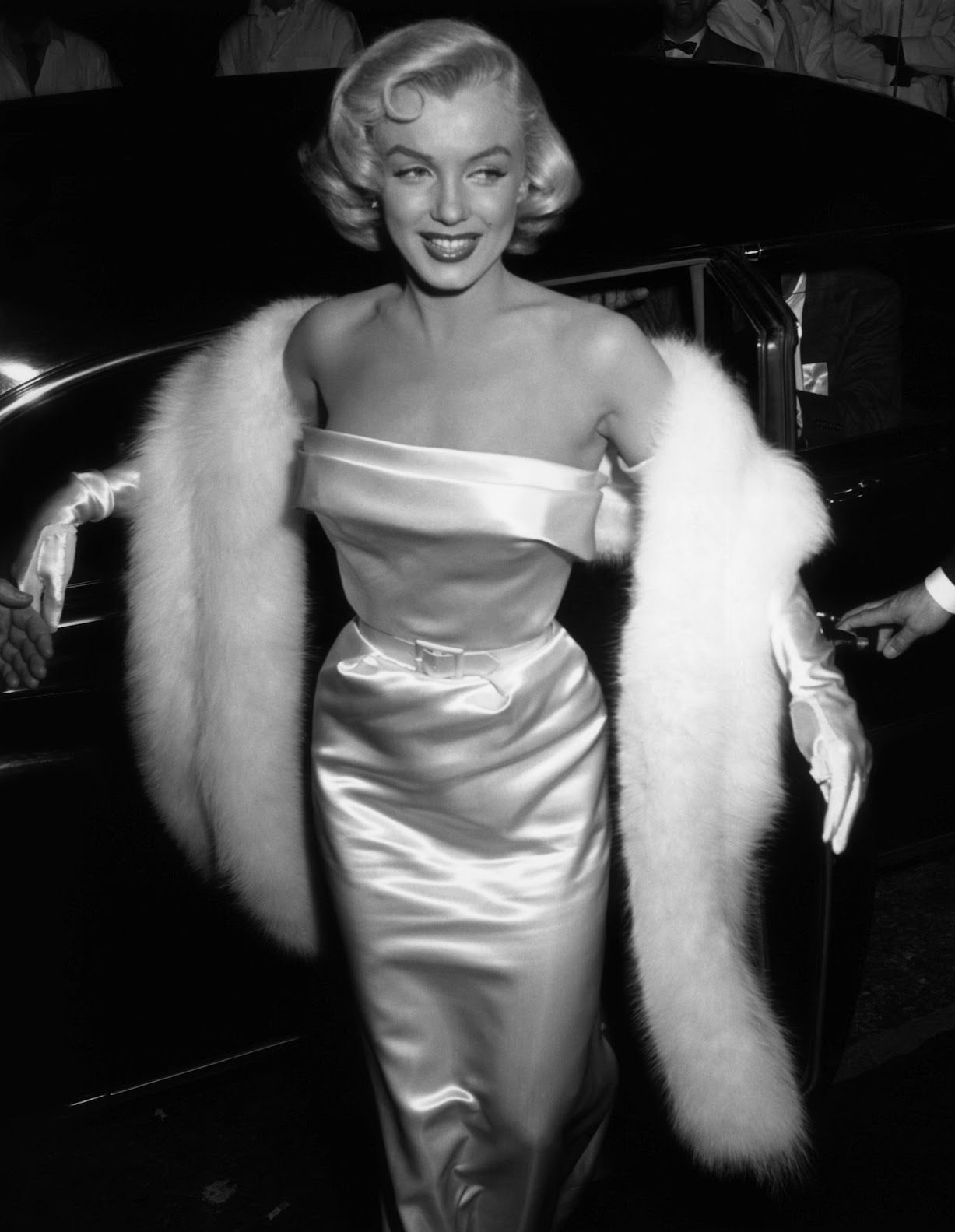
1953年、パーティーに到着したモンロー。

リチャード・ダイアーによると、モンローは「キンゼイ報告（1953年）やベティ・フリーダンの『新しい女性の創造』と並んで1950年代のアメリカにおける道徳と性についての思想の潮流の中心に位置づけられる」としている。モンローは、1940年代のそれとは対照的に、無防備な様を見せることで、セックスを自然で危険のないものとして提示した最初のセックスシンボルだった。同様に、伝記作家ドナルド・スポトはモンローを映画評論家モリー・ハスケルの「『女性は男性の欲求に応えたり、高めたりするために存在する』という1950年代の虚像」とした発言に呼応してモンローは「戦後の（男性にとって）理想的なアメリカ女性の体現者だ」とした。モンローと同時代を生きた小説家ノーマン・メイラーは「マリリンは、タブー視されていたセックスを、決してそうではないと示唆してくれた」と書いた。
リチャード・ダイアーは、当時は公民権運動が始まった時期で、モンローが髪を金髪にしたのは自分が純粋な白人だとアピールしたかったためだとし、彼女は20世紀の大衆文化における人種差別の象徴と見なされるべきと主張している。一方、ロイス・バナーは、モンローが公民権運動中に金髪に変えたのは偶然ではないかもしれない点には同意したが、モンローは私生活でジョー・ディマジオ（イタリア系）やアーサー・ミラー（ユダヤ人）など非WASPの人々と関係があったことを指摘して、ダイアーの主張に反論した。またバナーによると、モンローは当時一般的だった人種規範に挑戦するような宣伝写真を撮ったことがあるという。たとえば、1951年の『ルック』誌に、彼女が露出度の高い服を着てアフリカ系アメリカ人の音楽家フィル・ムーアと歌の練習をしている様子を撮影した写真が掲載されている

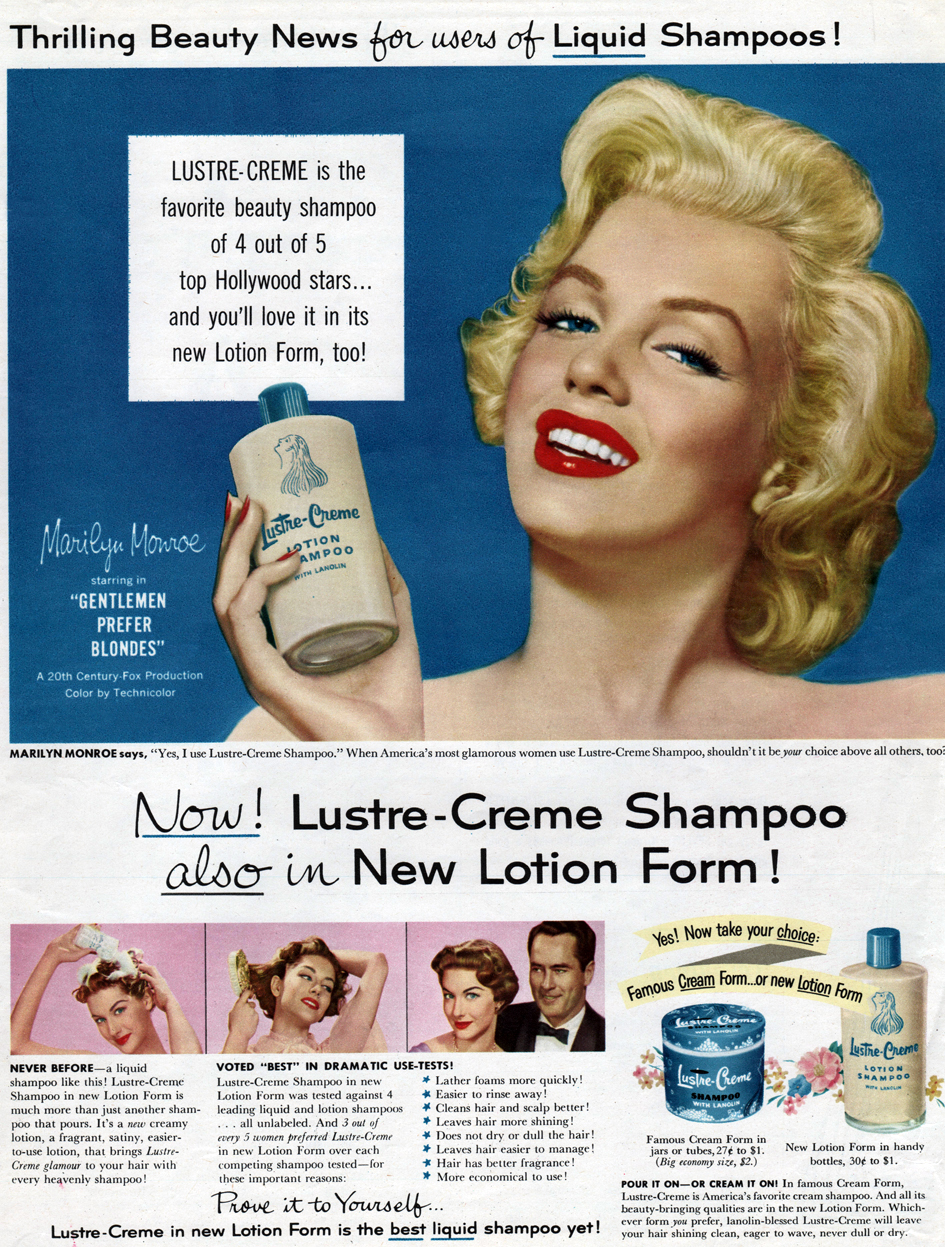
モンローを起用したシャンプーの広告（1953年）。

『フォトプレイ』誌によると、モンローはアメリカでは「ホットドッグ、アップルパイ、野球と同じくらい有名な存在」とされていた。ロイス・バナーは彼女を「ポピュラックスの象徴」と呼んでおり、その陽気で華やかなイメージは、「1950年代の冷戦、原子爆弾、ソビエト連邦と共産主義に対する社会不安の払拭に役立った」としている。歴史家のフィオナ・ハンディサイドは、フランスの女性観客は白い肌と金髪をアメリカの近代性や清潔さと結びつけ、モンローは現代の「解放された女性」の象徴となったと書いている。映画史家ローラ・マルベイは、アメリカの消費文化を支持するものとしてモンローについて次のように書いている。
アメリカが大戦後の貧しい欧州に華やかな民主主義を輸出しようとしたとき、映画はその窓口となった。（中略）マリリン・モンローはそのオール・アメリカンな特徴と最新のセクシュアリティによって、（アメリカの）経済・政治・エロティシズムを一まとめにして体現する存在だった。1950年代半ばまでに彼女はアメリカ製の化粧品やナイロンを使えば誰もが手に入る美の象徴となった。

### 交友
モンローの交際相手として噂に上った著名人は、喜劇俳優チャールズ・チャップリンや映画監督エリア・カザン、俳優マーロン・ブランドまできわめて多数に上る。

#### ケネディ兄弟との関係

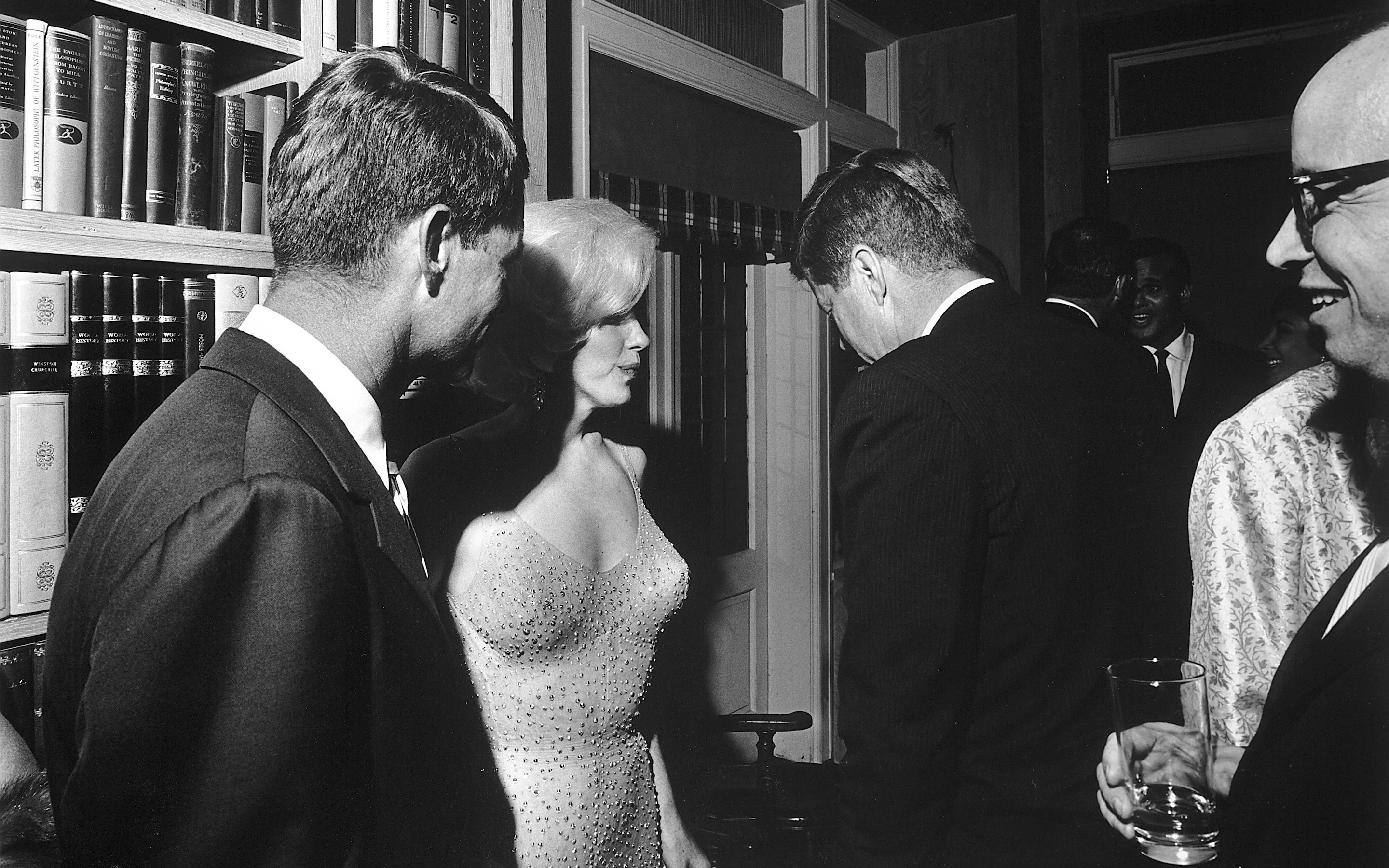
ケネディ大統領の誕生日祝賀会の後にケネディ兄弟と話すモンロー（1962年5月19日）

モンローは1961年にアーサー・ミラーと離婚したが、この離婚に先立つ1959年頃から、当時は上院議員で後にアメリカ合衆国大統領となるジョン・F・ケネディ（JFK）の義弟で俳優のピーター・ローフォードやフランク・シナトラの紹介で、ケネディの知己を得た。
その後、モンローとJFKが肉体関係にあったとする噂が、ローフォードやモンローの家政婦レナ・ペピートーンなどの証言をもとに長く噂されてきた。また、JFKの弟で司法長官を務めていたロバート・ケネディとも関係があったとも囁された。
しかし、モンローがJFKとたびたび電話で個人的な会話を交わす関係にあったことは、ホワイトハウスの通話記録などから確実視されているものの、FBIの捜査記録や知人たちへの膨大なインタビューなどをもとにした近年の研究では、二人が肉体関係にあったことを裏づける明確な証拠は存在せず、あくまで噂にすぎないと結論づけられている。
ケネディ政権への悪影響を懸念した当時のFBI長官ジョン・エドガー・フーヴァーらによって2人の関係が強制的に終わらされたとする噂も長く語られてきた。しかし現在では、多忙をきわめるようになったJFK側が自ら交友関係を大きく縮小したためとする説が主流である。

#### ディマジオとの絆
前述の通り、両者の結婚生活は1年9か月で終わったが、モンローの晩年に再び交際を始め、多くの時間を過ごし、亡くなる数日前には復縁の約束をしていたという双方の関係者からの証言が複数残っている。ディマジオはモンローの葬儀では彼女の遺体に「愛している」と声をかけ続け、涙を流したと伝えられている。
ディマジオはモンローの死後20年にわたって週3回、彼女の墓に赤いバラ（品種：アメリカン・ビューティー）を捧げ続けた。
1978年のMLBオールスターゲームの日本向け衛星中継で一緒にマイクの前に並んだ伊東一雄は「マリリンほど素晴らしい女性はいなかった…」とディマジオがポツリと漏らしていたのを耳にしている。1999年3月8日に亡くなる数日前に友人に語った最期の言葉は「死んだら、マリリンのところへいける」だった。

## エピソード

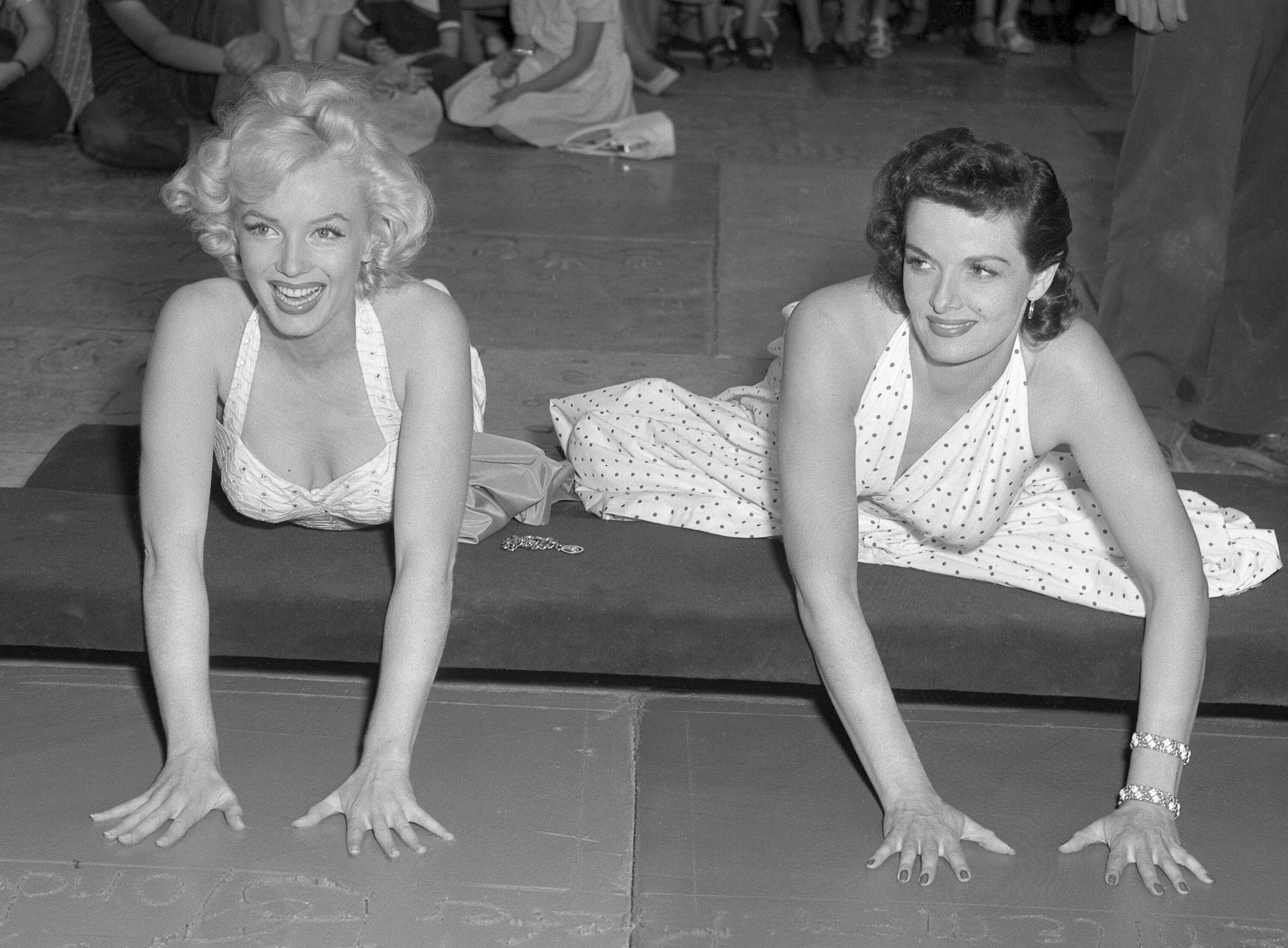
手型を残すモンローとジェーン・ラッセル 1953年6月26日グローマンズ・チャイニーズ・シアター

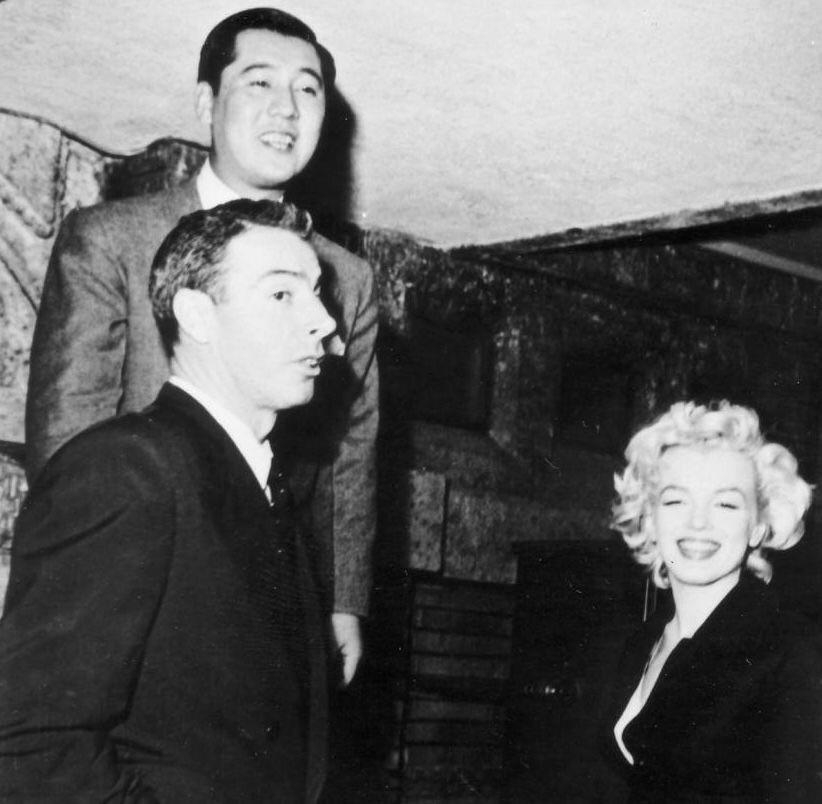
1954年2月、帝国ホテルに滞在中のディマジオ（左）とモンローを案内する犬丸一郎（後方）

- 淀川長治によれば、モンローは「シェークスピアのような文芸作品に出たかった」という気持ちを持っており、生涯それが実現しなかったことが不憫であると語っていた[要出典]。
- グローマンズ・チャイニーズ・シアターの前庭に、『紳士は金髪がお好き』で共演したジェーン・ラッセルと共に、手型・靴型・サインを残したのは、1953年6月26日のことであった。ラッセルがうつぶせになって胸を、モンローが座ってお尻の跡をつけようとのモンローの提案は受け入れられなかった。サインの「Marilyn」の「i」の点にダイヤモンドを使ったらどうかとの提案には、結局模造ダイヤを使うことになったが、観光客が削っていってしまった。[330]
- 1954年2月1日、新婚旅行で来日したモンローであったが、体調を崩してしまう。予定されていた記者会見も顔見せ程度でキャンセルされ（翌日に延期された）、早々と帝国ホテル2階244号室にひきこもった。長旅で疲労困憊、胃痙攣も起こしていた。医者が呼ばれ、痛み止めの注射をしようとしたがモンローはこれを拒否。それではと治療のために呼ばれたのが、浪越徳治郎であった。モンローは指圧を気に入り、日本滞在中7回も施術を受けた[331]。
- モンローに戒名をつけた人がいる。1973年8月5日に東京都世田谷区の大吉寺本堂でモンロー13回忌の法要が営まれ、住職で作家の寺内大吉（競輪、ボクシング、キックボクシングの評論家）が経をあげ、モンローに「鞠利院不滅美色悶浪大姉（まりりいんふめつびしょくもんろうだいし）」という戒名を捧げた[332]
- イギリスの大衆紙『サンデー・ピープル（英語版）』は1990年7月2日号で、モンローに隠し子がいたと報じた[333]。同紙は1面に「マリリン・モンローに英国育ちの隠された子がいた!」と大見出し、中面の1ページ全体を使ってこの情報を伝えた。記事によれば、モンローの元恋人で米国人作家のテッド・ジョーダンが出版する著書『マリリン・モンローの秘められた生活』の中で記しているもので、子供はモンローが1947年、21歳のときに産んだ娘で、父親は当時交際していたミュージシャンとされている。名前はナンシーといい、生後すぐ養女に出され、養父が英国人だったためイギリスのサウサンプトンで育てられた。虐待を受けたため17歳で家出して豪州に渡り、その後は南太平洋の島々を転々とし、現在は豪州タスマニア島で、地道に宗教活動をしている、とされる。苦心の末ナンシーに会ったというジョーダンによれば、唇と脚線美は母親そっくりだという。モンローは「十代のときに子どもを産んだことがある」と親しかった友人ジーン・カーメンに打ち明けている[334]。一方で、検死を行ったトーマス野口は、モンローが「出産した痕跡はない」と証言している[335]。
- モンローは読書家で[336][337]、モンローほど「読書する姿」が写真に残された女優はいない[336]。1999年10月27–28日、ニューヨークロックフェラープラザで開催されたクリスティーズのオークション9216号では500点を超えるモンローの遺品が出品されたが[336]、その内、400点近くがモンローが生前読んでいた書籍で、ニューヨークの自宅に残された物だった[336]。モンローはロサンゼルス・ブレントウッドとニューヨークに二つの自宅を持っており[336][338]、納税地はニューヨークでニューヨーク市民でもあった[336]。モンローの蔵書は多岐に渡り[336]、世界最強のセ〇クスアイコンがこれほどまでにインテリジェンスを追求していたのかと驚かせるが、とりわけモンローが読んだ異色の一冊としてダニエル・ラング（英語版）著『ヒロシマから月へ（From Hiroshima to the Moon）』（1959年）が挙げられる[336]。同書はアメリカの原爆開発とヒロシマへの原爆投下、ソ連との核武装競争、ヴェルナー・フォン・ブラウンらによるロケット開発と大陸間弾道ミサイルによる核支配、及び宇宙開発競争について各界の知見者による解説本[336]。
- 2008年3月31日ロサンゼルス連邦地方裁判所は、マリリン・モンローの写真を使用したTシャツを製造販売した企業と、彼女の遺産管理団体の間で争われていた彼女の肖像権についての裁判で、マリリン・モンローはカリフォルニア州民ではなくニューヨーク州民であり、同州の法律によって1962年の死亡と同時に彼女の肖像権は消滅したと判決を下した[339]。彼女はニューヨーク市内にアパートを所有しており、そこを永住先としていたのが判決の理由となった[339]。その後アメリカの上訴裁判所は、2012年8月末、モンローのパブリシティ権は存在しないとの判決を下した[340]。
- 2009年8月24日にモンローの埋葬室の真上の区画がオークションにかけられ[341]、一旦は460万2,100ドル（約4億3,000万円）で落札されたが[342]、落札者（日本人）がすぐに辞退を申し出たため[343]、新たにインターネットオークションにかけられたが、入札者なしで買い手はつかなかった[344]。2009年時点で、モンローの「上にいた」のは、1986年に81歳で亡くなった元実業家の男性だが、遺族が相続した住宅のローン完済を目的にオークションに出した（男性の棺は同墓室の別区画に改葬）[345]。成人向け娯楽雑誌『PLAYBOY』の創始者ヒュー・ヘフナーは「モンローのそばで永眠したい」と1992年に7万5,000ドル（約710万円）でモンローの左真横の区画を購入している[345]。その上の区画もまだ空いており、25万ドル（約2,400万円）で販売中だという[345]。
- 2010年6月27日、モンローの胸部を撮影した3枚綴りのエックス線写真が、ラスベガスのホテル「プラネット・ハリウッド・リゾート・アンド・カジノ」でオークションにかけられ[346]、45,000ドルで落札された[347]。写真はモンローが1954年11月に、ロサンゼルスのシーダーズ・オブ・レバノン病院で診察を受けた際に撮影されたものを担当した医師が保管していたものである[348]。
- 2011年6月18日、ハリウッドスターゆかりの品々を一堂に集めたオークションが、アメリカ・ロサンゼルスで開かれ[349]、映画『七年目の浮気』で地下鉄の通風口の上に立ったモンローのスカートが大きくめくれる有名なシーンで使われた白いホルターネックのドレスが、460万ドル（約3億7,000万円）の高値で落札された[350]。このドレスは女優のデビー・レイノルズが所有していたもので、ドレスの価格は事前予想の180～200万ドルを大きく上回った[350]。他に『紳士は金髪がお好き』の真っ赤なスパンコールのドレスが120万ドル（約9,600万円）、『帰らざる河』の酒場の衣装が51万ドル（約4,000万円）で落札された[350]。
- 2011年、アメリカ合衆国イリノイ州シカゴの目抜き通りに、彫刻家スワード・ジョンソン（英語版）が制作した『フォーエバー・マリリン』と題された高さ約8mの巨大マリリン像が出現した。像はその後移設され、2021年からはカリフォルニア州パームスプリングスに設置されている[351]。
- 2017年、日本の遊園地としまえんはモンローをプールのイメージキャラクターに採用した[352]。これは、としまえんがモンローの生誕年である1926年に開園したことや同園の主要アトラクションである「カルーセルエルドラド」がかつてニューヨーク市コニーアイランドの遊園地にて運営していた際にモンローが同施設で乗車していた史実に由来しての起用だった[353][354]。

## 評価

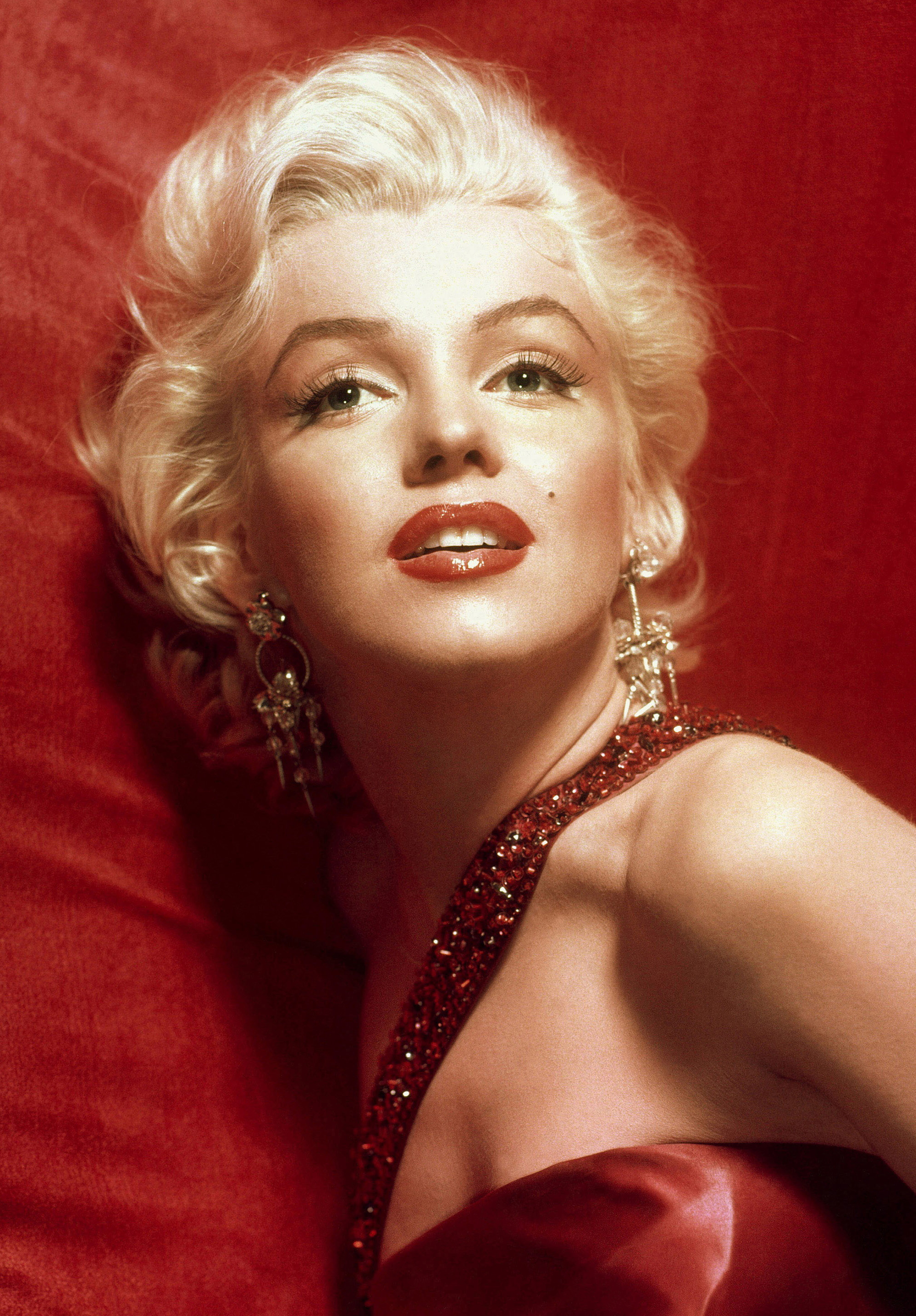
1953年公開の『百万長者と結婚する方法』のために撮影された宣材写真

モンローの不朽の人気は、彼女の虚実相反するイメージと結びつけられて語られる。そして、彼女は今もなおセックスシンボル、美のアイコン、そしてハリウッド黄金時代における最も有名な映画スターの1人である。
一方で彼女は、私生活でのトラブル、不幸な幼少期、女優としての尊厳をかけた闘争、そして突然の死にまつわる様々な謎でも人々に記憶されている。
現代においても彼女は広告の素材とされ、その肖像と名前は何百もの製品にライセンスされ、マックスファクター 、シャネル 、メルセデス・ベンツ 、アブソルートなどのブランドで使用された。
モンローについて何百冊もの伝記が書かれている。また彼女は数多くの映画、演劇、オペラ、歌の題材となっており、アンディ・ウォーホルやマドンナなどの芸術家やエンターテイナーに影響を与えてきた。
グロリア・スタイネム、ジャクリーン・ローズ、モリー・ハスケル、サラ・チャーチウェル、ロイス・バナーなどジェンダーとフェミニズムに関心のある学者やジャーナリストが彼女に関する文章を書いている。
その中でもスタイネムは、彼女をスタジオ・システムの犠牲者と見なし、他方チャーチウェル、ハスケル、ローズなどは、モンローが自身のキャリア形成やイメージ作りに積極的に関わり主体的に行動した点を強調している。
華やかなスターダムと問題を抱えた私生活との対比から、モンローは、現代のマスメディアや消費者文化などに関する幅広い話題と密接に結びつけられる。
文化学者のスザンヌ・ハムシャによれば、モンローは現代社会において継続中の問題と常に結びつけられ、「特定の時間や場所に留められる」ことなく、「アメリカ文化の物語を（再）構築するための顔」となり、そして「第三者によって新たな文脈に（再）生産・変換・翻訳される存在」と定義している。同様に、ロイス・バナーはモンローを「各世代、さらに個人によって（略）独自の仕様に」再生される「永遠のシェイプシフター」と呼んでいる。
『The Guide to United States Popular Culture』によると、モンローは「アメリカのポップカルチャーのアイコンとしてエルヴィス・プレスリーやミッキーマウスと並ぶ人気を誇る（中略）羨望から同情まで、これほど幅広い感情を抱かせたスターは他にいない。」とされる。美術史家のゲイル・レビンは、モンローは「20世紀で最も写真に撮られた人物」である可能性があると述べている。
モンローはアメリカ映画協会（AFI）の「アメリカ映画100年の映画スターベスト100」ランキングの女優部門第6位にランキングされている。スミソニアン協会は彼女を「史上最も重要なアメリカ人100人」のリストに加え 、VH1ネットワーク（2003年）と雑誌『バラエティ』（2005年）がそれぞれ開催した「20世紀の最も偉大なポップカルチャーアイコン」のランキングで彼女は第10位にランクされた。

### 女優としての評価
現代においても文化的アイコンとなっているモンローだが、女優としての評価については批評家の間でも意見が分かれている。
デヴィッド・トムソンは彼女の出演した一連の作品を「中身が無い」と酷評し 、ポーリン・ケイルはモンローは演技が出来なかったとした上で「逆に女優としてのスキルの欠如を利用して大衆を楽しませた。彼女は、自分の肉体美を利用することで、他者にはない「個性」を手にいれたのだ」と評した。
対照的に、ピーター・ブラッドショーは、モンローは「喜劇がその効果をどのように発揮するかを理解する」才能を持ったコメディエンヌだった書いており 、ロジャー・イーバートは「現場でのモンローの奇行と神経質ぶりは悪名高かったが、映画の中の彼女は魔法がかかったような別人になった。だからFOXは長い間、彼女が他の女優たちからどんなに嫌われていても使い続けた」と書いている。
同様に、ジョナサン・ローゼンバウムは、「彼女は自分の作品の性差別的な内容をさりげなく変更させていた」と述べ、さらに「女優としての彼女の知性を認識するのが難しいのは、女性は賢くあるべきではないとされていた抑圧的な時代のイデオロギーが原因だ」とのべている。

## 関連作品
- 映画『マリリンとアインシュタイン』（Insignificance、1985、米）：監督 ニコラス・ローグ、出演：テレサ・ラッセル、ゲイリー・ビジー、トニー・カーティス
- 映画『ノーマ・ジーンとマリリン』（Norma Jean and Marilyn、1996、米）：監督 ティム・フェイウェル、出演：アシュレイ・ジャッド、ミラ・ソルヴィノ、ジョシュ・チャールズ、ピーター・ドブソン
- 映画『マリリン 7日間の恋』（My Week with Marilyn、2011、米）監督 サイモン・カーティス、出演：ミシェル・ウィリアムズ、ケネス・ブラナー
- ドキュメンタリー映画『マリリン・モンロー 瞳の中の秘密』（Love, Marilyn、2013、米・仏）監督リズ・ガルバス
- ノンフィクション『マリリン・モンローの真実』（アンソニー・サマーズ）
- 映画『ブロンド』（Blonde、2022、米）：監督 アンドリュー・ドミニク、出演：アナ・デ・アルマス、ボビー・カナヴェイル、エイドリアン・ブロディ